# Almonty Industries

Almonty Industries (Almonty) é uma multinacional mineira especializada na produção de produtos de tungsténio assim como no desenvolvimento de novos projectos nessa área. Os seus principais centros de operações mineiras situam-se em: Espanha, Portugal e Coreia do Sul. A empresa está listada na bolsa de valores de Toronto – Canadá (tsx) Toronto Stock Exchange.

## Historia
A origem do nome da Almonty Industries deve-se á combinação dos nomes dos pais de dois dos fundadores – Al D’Amato, pai de Daniel D’Amato e Monty Black pai de Lewis Black. Teve como objectivo a homenagem aos mesmos. Alguns dos sócios da Almonty tiveram os primeiros contactos com a produção e comercialização de volfrâmio na Tailândia no início da década de 2000. Mais tarde em 2005, adquiriram a Mina da Panasqueira em Portugal através da Primary Metals, uma companhia já extinta, mas que na altura era listada na Bolsa de Toronto sob as siglas “PMI.V” e que foi comprada pelo conglomerado de empresas Japonês Sojitz Corporation em 2008.

A empresa foi formada em 2011 com a aquisição da mina de Los Santos. Começou a transaccionar na Bolsa de valores de Toronto (tsx) no dia 28 de Setembro de 2011 
. Em Março de 2013, a empresa adquiriu a opção de compra de 51% do projeto de Valtreixal no norte de Espanha.  Em 2015 a Almonty comprou a empresa canadiana Woulf Mining Corp e o seu projeto da Mina de Sangdong. Nos primeiros dias de 2016 adquiriu à Sojitz Corporation a totalidade da Mina da Panasqueira.  No início de 2017 a Almonty recebe as autorizações finais para a construção das infraestruturas mineiras da mina de Sangdong e pouco depois adquiriu a participação restante do projeto de Valtreixal, ficando com a posse total desse projecto 
.

## Projectos mineiros

### Espanha

#### Los Santos[8]
A mina de Los Santos é explorada através da empresa espanhola Daytal Resources Spain S.L. (“Daytal”) que é detida a 100% pela Almonty. Localiza-se nos municípios de Los Santos e Fuenterroble de Salvatierra, ambos na província de Salamanca a cerca de 180 Km para oeste de Madrid e a aproximadamente 80 Km da fronteira de Vilar Formoso. O jazigo foi descoberto em 1979-1980 pela Billiton Española durante uma campanha de prospeção e pesquisa regional, com recurso a luz ultra violeta durante a noite para tentar descobrir a scheelite (CaWO4) que brilha intensamente quando submetida a luz UV (ultravioleta). Depois da descoberta o jazigo passou por um período de reconhecimento intenso, que incluiu entre outros métodos de prospeção e pesquisa, uma grande extensão de sondagens carotadas, execução de galerias de reconhecimento e até mesmo trabalhos de engenharia de base. O projecto foi desenvolvido até à fase de ante-projecto, mas em 1985 com os preços do volfrâmio persistentemente na casa dos 80 US $/MTU (metric ton unit = 10 Kg) o projecto foi considerado inviável e abandonado, revertendo para o domínio público. Mais tarde, a área foi requerida pela SIEMCALSA que é uma empresa publico-privada para a promoção dos recursos minerais da comunidade autónoma de Castela e Leão. A SIEMCALSA vendeu os direitos à empresa Australiana Heemskirk Consolidated Limited que arrancou com a mina em junho de 2008. O jazigo de Los Santos é um depósito com uma mineralização bastante típica de um skarn tungstífero. A intrusão de um granito em rochas sedimentares ricas em carbonatos resultou na sua substituição por calcosilicatos, dentro dos quais ocorre a mineralização. Esta mineralização origina-se a partir de carbonatos ricos em ferro e contem piroxenas, anfíbolas, scheelite, plagioclase e localmente  magnetite. A scheelite é geralmente de grão fino, tipicamente menor de 1mm embora possam haver zonas de mineralização bastante mais grosseira.
A mina explora múltiplas camadas de skarn mineralizadas agrupadas em oito zonas (Cortinas Oeste, Cortinas Este, Capa 4, Sector Central, Capa G, Peña de Hierro, Santos Oeste e Santos Sur) que definem outros tantas cortas (céus abertos) individuais. As cortas são exploradas geralmente em grupos de duas ou três, para se conseguir a racionalização de custos e homogeneização da alimentação à lavaria. A metodologia da exploração é por transferência em que o estéril das cortas activas vai servir para a recuperação ambiental (enchimento do volume) das cortas já exaustas.
A lavaria tem uma capacidade anual de 500.000 t por ano e concentra o minério por gravimetria, produzindo concentrados de volfrâmio (scheelite) com 65% de teor em WO3 ([de tungsténio]). A produção mensal varia entre umas 100 a 140 t de concentrado por mês. Desde o início da produção em 2008, Los Santos produziu cerca de 8.500 t de concentrados, o que a torna em termos de produção a maior mina de volfrâmio de Espanha, mesmo considerando outros centros de produção históricos. Os estéreis da lavaria (resíduos dos processos de concentração) que são não contaminantes; são prensados (não há barragens de estéreis) sendo estocados secos em pilha para posterior reprocessamento, uma vez que muita da mineralização não está ainda liberta e no futuro, com alterações na lavaria se poderá recuperar ainda uma parte substancial dessa mineralização útil. O estéril final desse último estágio de recuperação da mineralização servirá para a recuperação ambiental da última corta da exploração a céu aberto.

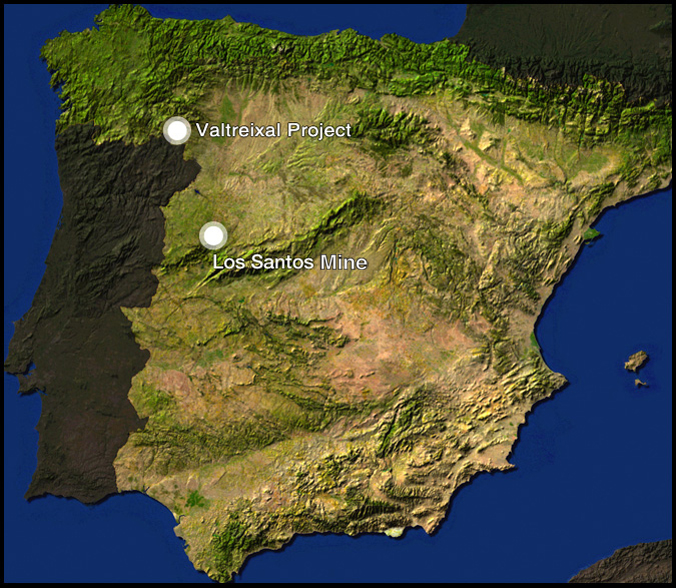
Almonty Projects in Spain - Los Santos and Valtreixal

#### Valtreixal[9]
A exploração histórica começou certamente no sec XIX, pois há documentação datada de 1883 que o refere. Na década de 1920 a exploração subterrânea já se operava em vários níveis. A primeira concessão mineira em moldes modernos data de 1932. Nessa altura a mina era chamada de Alto Calabor, para diferenciação de Bajo Calabor (Baixo Calabor) que bem próximo da fronteira Portuguesa é a continuação do jazigo de Montesinho (Portelo). Em 1942 a mina era trabalhada por uma empresa alemã e fechou com o fim da segunda guerra mundial. Seguiram-se várias empresas espanholas, não havendo evidências de trabalhos mineiros depois de 1969.
Toda esta exploração mineira histórica foi exclusivamente focada para o estanho contido em feixes de filões de quartzo, sendo o volfrâmio ignorado. Isto é corroborado pelos registos históricos e antigos trabalhadores ainda vivos. O período de 1974 a 1986 foi de prospeção e pesquisa e é deste período a primeira referência ao volfrâmio no jazigo de Valtreixal. Com o colapso do mercado do estanho em 1985, o interesse no jazigo desaparece e em 1994 os direitos mineiros (com a excepção da concessão “Alto de Repilados”) revertem para o estado.
Em 2006 foram concedidos os direitos de prospeção e pesquisa à SIEMCALSA (licença P.I. Valtreixal No. 1906) que cobre 83 quadrículas mineiras Espanholas. Esta área foi aumentada em 2007 com a inclusão da concessão mineira ativa Alto de Repilados (C.E. nº 1352) que tem a área de cinco quadrículas mineiras. A Almonty através de um acordo de opção com a SIEMCALSA, foi obtendo parcelas sucessivamente maiores deste projecto entre 2013 e a posse completa em 2017. Durante esse período de tempo executou-se um volume significativo de sondagens e outros trabalho de reconhecimento, assim como estudos técnicos de mais pormenor como estudos metalúrgicos e outros estudo de preparação para a exploração. Todos estes trabalhos foram feitos através de uma empresa totalmente detida pela Amonty e chamada Valtreixal Resources. O jazigo situa-se na Comunidade Autónoma de Castela Leão, a cerca de 8 Km por Estrada da fronteira Portugal-Espanha no município de Peñalba de la Praderia, na estrada que liga a fronteira do Portêlo a Puebla de Sanabria.
A mineralização de Valtreixal pode ser classificada como um depósito filoniano complexo em que, a somar a um feixe extenso e possante de filões de quartzo mineralizados essencialmente em cassiterite, com alguma volframite e scheelite; aparece também uma mineralização que parece ser estratigraficamente controlada com abundante scheelite e cassiterite disseminados. Do que se conseguiu compreender até agora, a zona de filões de quartzo estará ligada à zona de cisalhamento da Falha da Vilariça e será de origem semelhante aos jazigos de Portelo, Vale da Formiga e Calabor. A zona de mineralização estratigraficamente controlada é de características bastante específicas e ainda sujeita a muita discussão. Pensa-se que a sua origem deste jazigo misto não estará ligada ao granito regional como os restantes jazigos da região, mas sim a um foco térmico em profundidade na zona do jazigo. Os recursos atuais, pelos critérios do sistema de classificação Canadiano 43-101, são de 2,82 M (milhões) de t com 0,25% WO3 + 0,13% de Sn na categoria de indicados e 15,42 M t com 0.08% WO3 + 0,12% Sn na categoria de recursos inferidos. Pelo mesmo sistema de classificação as reservas são 2,55 M t com 0.25% WO3 + 0.12% Sn. As reservas atuais são suficientes para a corta inicial durante os primeiros 5 anos de exploração, enquanto se definem mais reservas encosta acima. Os estéreis das fases seguintes serão depositadas na fase 1 para recuperação ambiental da corta, um pouco á semelhança com o que se faz na mina de Los Santos. A capacidade de produção da mina será de 500,000 t /ano de minério, de onde se produzirá entre 770 a 1.300 t/ ano de concentrados de volfrâmio e 500 a 620 t/ano de concentrados de estanho.

### Portugal

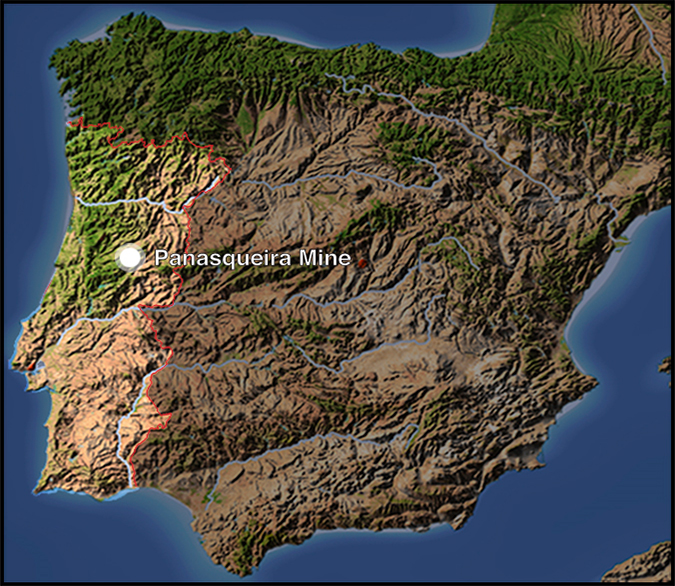
Almonty Panasqueira Mine in Portugal

#### Panasqueira[10]
A Panasqueira é uma mina de volfrâmio que tem produzido de maneira quase ininterrupta durante os últimos 130 anos. Em termos de produção acumulada é provavelmente a segunda maior mina de volfrâmio do mundo. No período de que se dispõe de registos fidedignos (anos de 1936 a 2016) foram extraídos 40 milhões de toneladas de minério e produzidas 128.110 t de concentrados de volfrâmio, 6.576 t de concentrados de estanho e 32.410 t de concentrados de cobre. Os concentrados de volfrâmio da Panasqueira são desde há décadas a referência no mercado internacional, por serem os de maior teor e maior pureza em termos de impurezas e geralmente recebem um prémio em relação ao valor comercial da generalidade dos concentrados disponíveis no mercado. Para além dos três concentrados referidos anteriormente, são também comercializados inertes para a construção civil e minerais para colecionismo. Os minerais para colecionismo são famosos pelo seu tamanho, perfeição e raridade, incluindo duas espécies que só se encontram na Panasqueira (Panasqueirite e Tadeuite).
O jazigo mineral da Panasqueira é constituido por um sistema de filões paralelos (sheeted vein system) de grandes dimensões e considerado por muitos autores como um jazigo de classe mundial (world class deposit). Estende-se ao longo de três municípios (Fundão, Covilhã e Pampilhosa da Serra) e até agora descobriram-se dois focos de mineralização não aflorantes (um no concelho do Fundão e outro no da Covilhã). Na altura em que a mina pertenceu á multinacional japonesa Sojitz Corporation (2007-2015) foram efetuadas sondagens profundas para tentar encontrar outros focos de mineralização (cúpulas de granito/greisen) mas sem sucesso. Atualmente estão em curso novos trabalhos de prospeção no SE da mina tendo em vista o mesmo objetivo.
A zona do campo filoniano atualmente sujeita a exploração mineira estende-se por uns 2.500m de comprimento; uma largura que varia de 400 a 2.200m e uma profundidade de cerca de 500m. A mina está atualmente em lavra mineira nos níveis 1, 2 e 3. A capacidade anual é de 700,000 a 800,000 t/ ano de minério e produzem-se de 100 a 120 t de concentrados de volfrâmio/mês mais outros subprodutos. A produção de estanho está com importância crescente uma vez que as zonas em exploração têm progredido para norte, onde se situam zonas de filões mistos de volfrâmio estanho. As reservas (NI 43-101) são suficientes para 2,5 anos e os recursos para cerca de 30 anos.

### Coreia do Sul

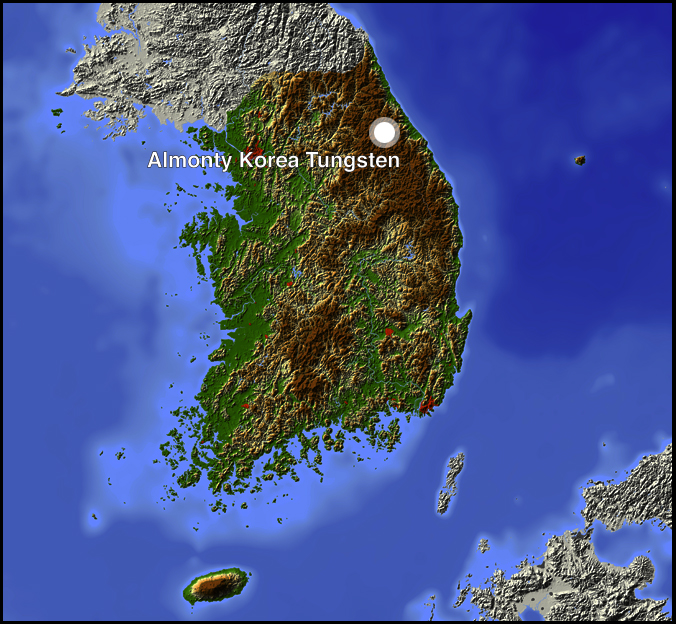
Almonty Sangdong project in S. Korea

#### Sangdong[11]
Outro dos grandes jazigos de volfrâmio á escala mundial. Situa-se junto á localidade de Sangdong no condado de Yeongwol a cerca de 170 Km de Seul. A mineralização de tungsténio foi descoberta em 1916, mas o depósito principal foi descoberto durante o período de 1939-1940. A mina de Sangdong foi trabalhada durante a segunda guerra mundial pela Sorim Resources Co. Durante o período de 1946 a 1949 a mina foi operada diretamente pelo exercito americano, depois foi operada pela KTMC (Korea Tungstem Mining Corporation) até á altura da paralisação da exploração em 1992. A capacidade da mina no período da KTMC era de cerca de 600,000 t de minério por ano. Na altura do fecho a mina tinha cerca de 20 níveis. A mina de Sangdong no passado atingiu uma importância enorme e, antes da atual expansão da economia Sul Coreana, chegou a representar mais de metade do valor das exportações coreanas. O conglomerado empresarial coreano POSCO (4º produtor mundial de aço) nasceu como uma filial da KTMC e encontra-se neste momento a fazer a engenharia de pormenor para o re-arranque da Mina de Sangdong. A produção histórica da Mina de Sangdong foi enorme (94,470 t de WO3 registados entre 1952 e 1987) e provavelmente terá sido o terceiro maior produtor mundial de volfrâmio (produção acumulada), depois das minas de Tyrnyauz (Rússia) e da Panasqueira. Produziu também quantidades apreciáveis de molibdénio, bismuto e ouro como subprodutos da exploração de volfrâmio.
O fecho da mina em 1992 deveu-se ao dumping Chinês e a área reverteu para o estado. Foi solicitada para prospeção e pesquisa em 2006, tendo depois disso seguido o processo normal de reconhecimento e estudos técnicos de preparação para a exploração. Depois da aquisição pela Almonty em Junho de 2015 o projeto foi sujeito a reengenharia encontrando-se agora na fase de engenharia de pormenor enquanto se finaliza o financiamento. O arranque está previsto para Junho de 2019. A mina terá uma capacidade de 640,000 t/ano e produzirá uma média de 4,000 t/ano de concentrados de volfrâmio, mais concentrados de molibdénio e bismuto como subprodutos. O jazigo é constituído pelas seguintes unidades:
- Camada de tecto, que chega a atingir os 70m de possança.
- Zona principal (Main) que é a de maior teor e onde se deu a maior parte da exploração histórica.
- As 5 camadas mineralizadas de muro. As melhor reconhecidas são as nº 2 e 3 que tem possanças médias na ordem dos 4m.
- O stockwork de molibdénio que é um jazigo de grandes dimensões por debaixo das camadas de muro.

O depósito é de grande dimensão e alto teor. As zonas actualmente em recurso (segundo critérios do NI 43-101) são de 8 M de toneladas com 0,51% WO3 (indicadas) e 50.6 M t com 0.43% WO3 na categoria de inferidas. As reservas estão só calculadas para as zonas de desenvolvimento mineiro inicial e são suficientes para 12 anos de produção.

## Galeria de fotos

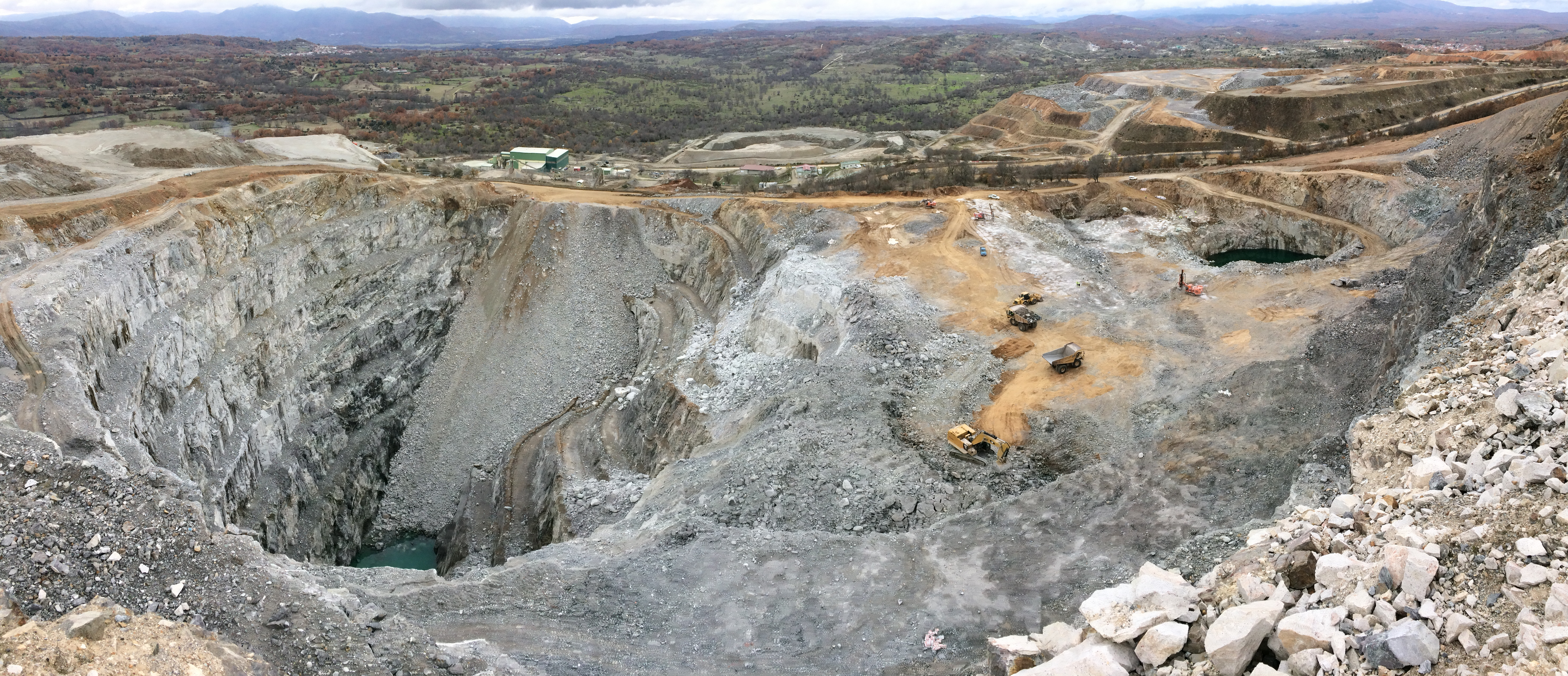
Mina de Los Santos  sequênciação das cortas
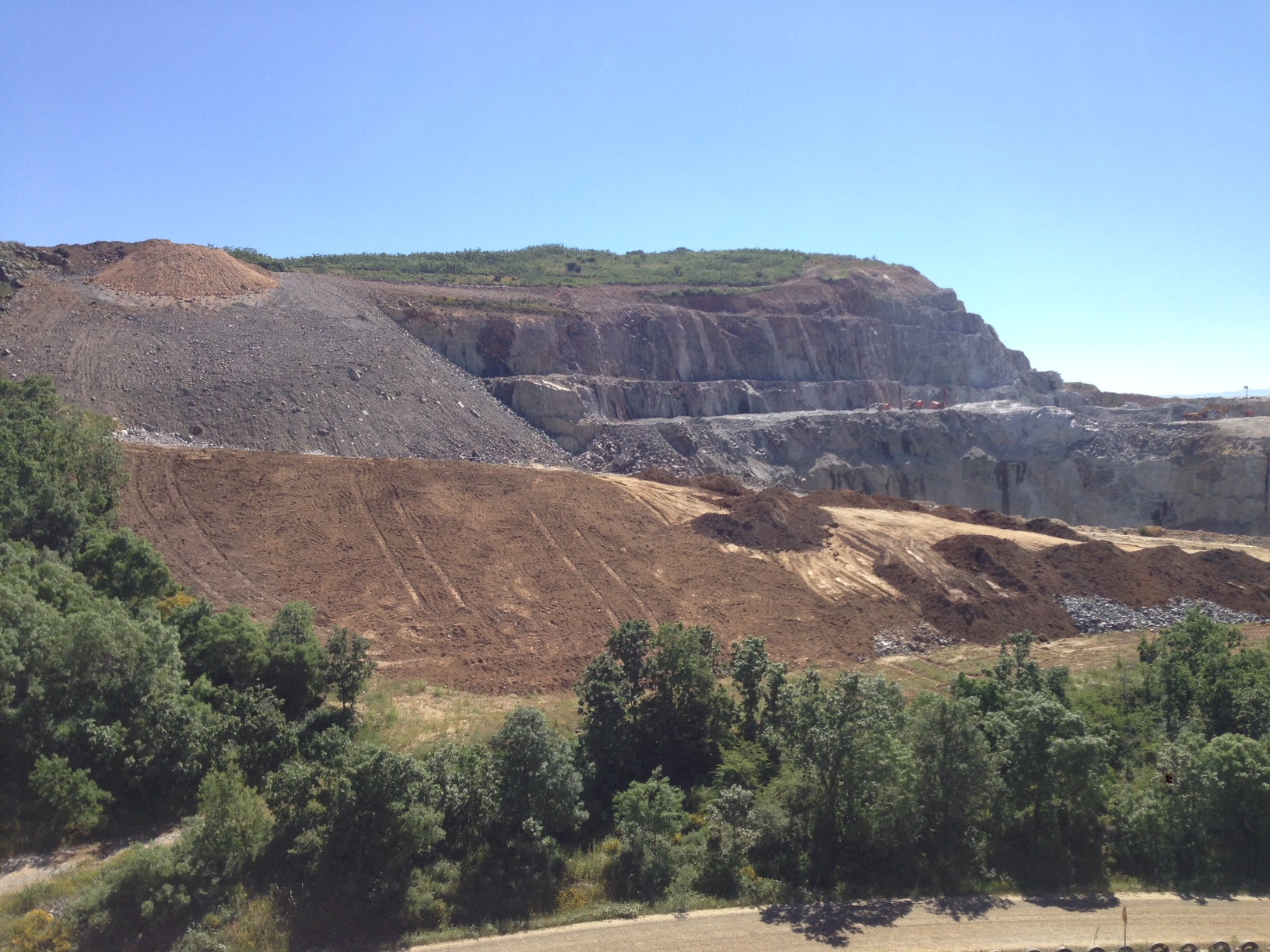
Mina de Los Santos  restauração ambiental da corta de Peña de Hierro
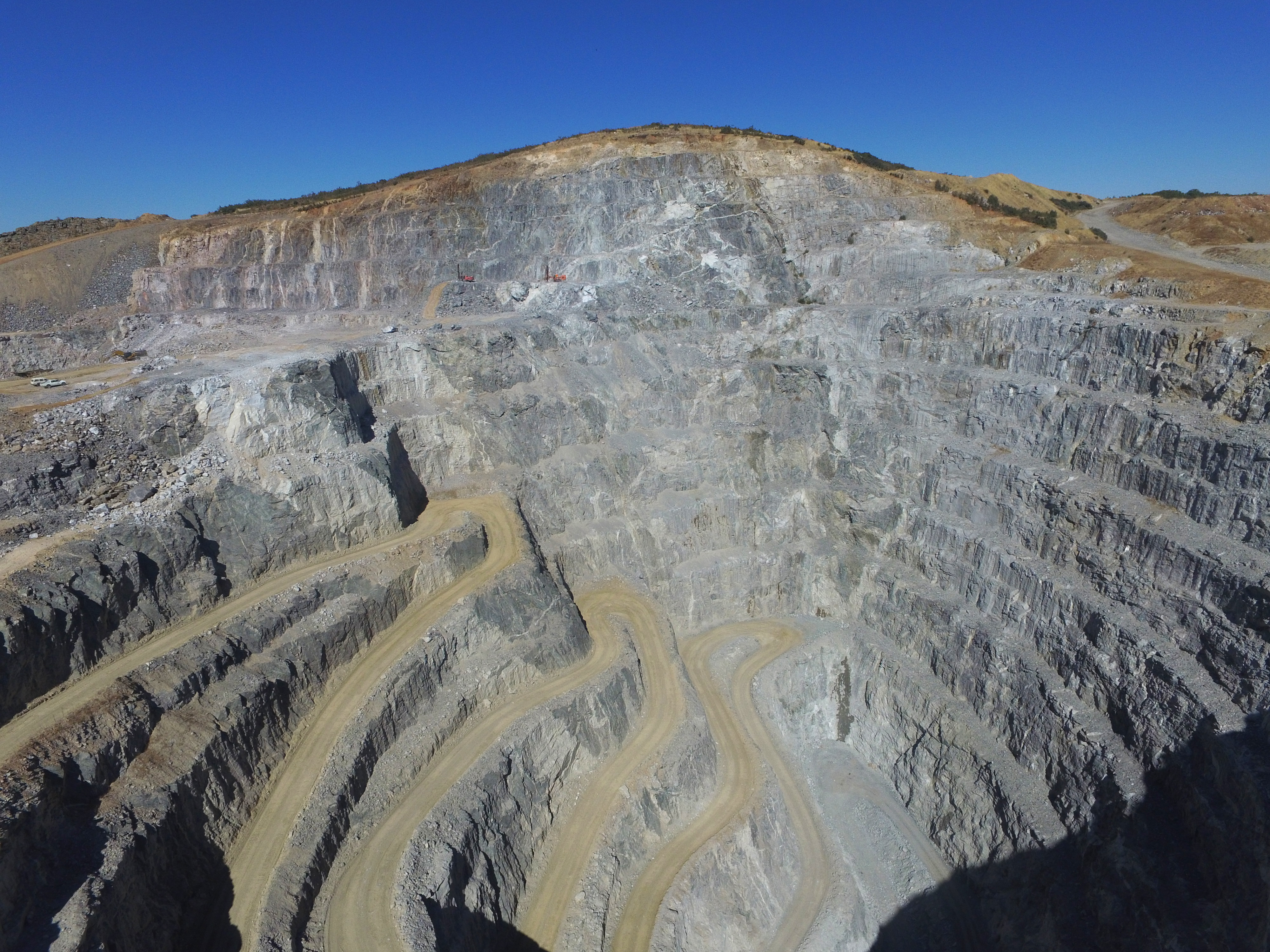
Mina de Los Santos  - corta de Santos Sul
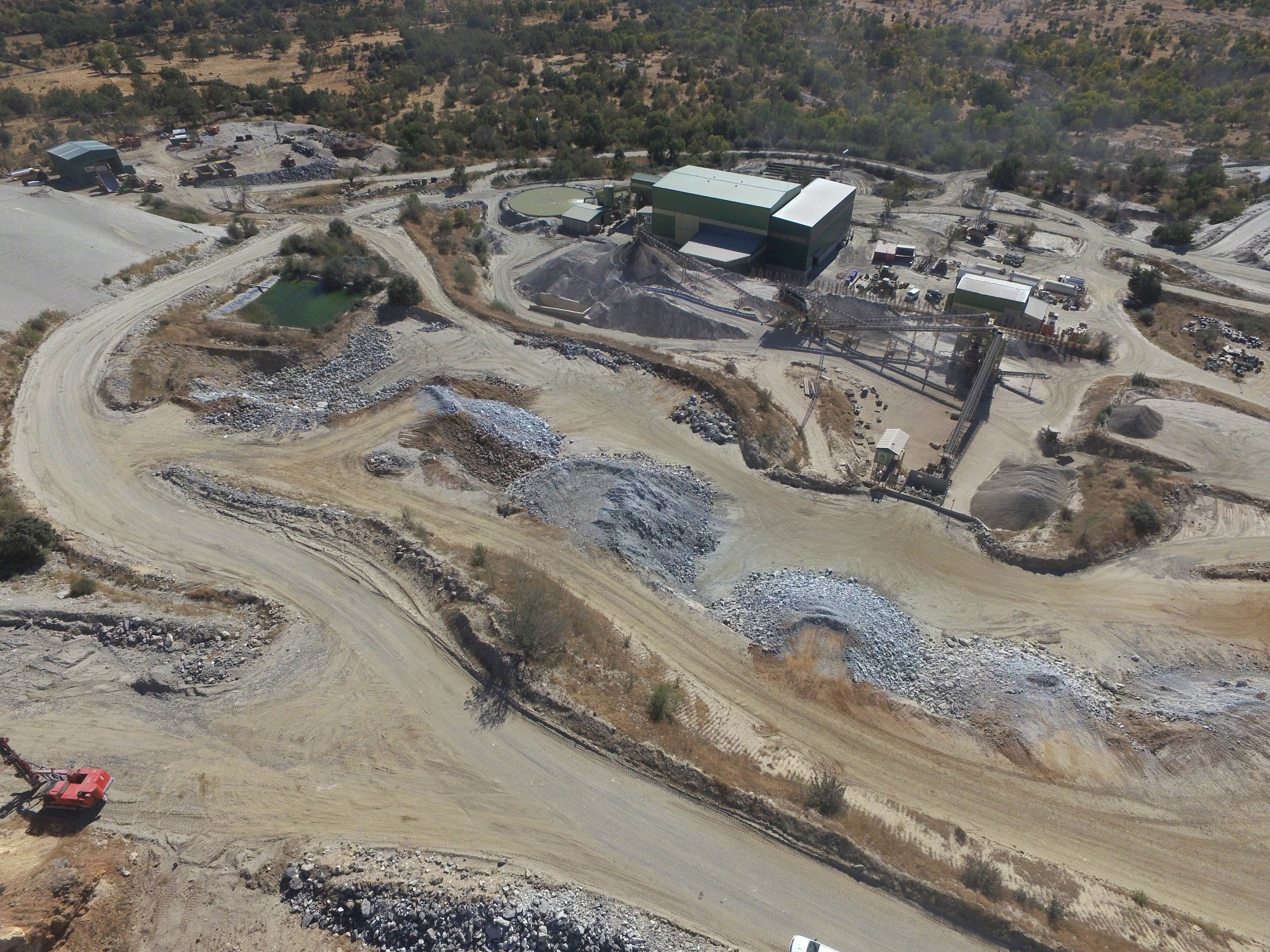
Mina de Los Santos  - Lavarias e zonas de armazenagem de minério
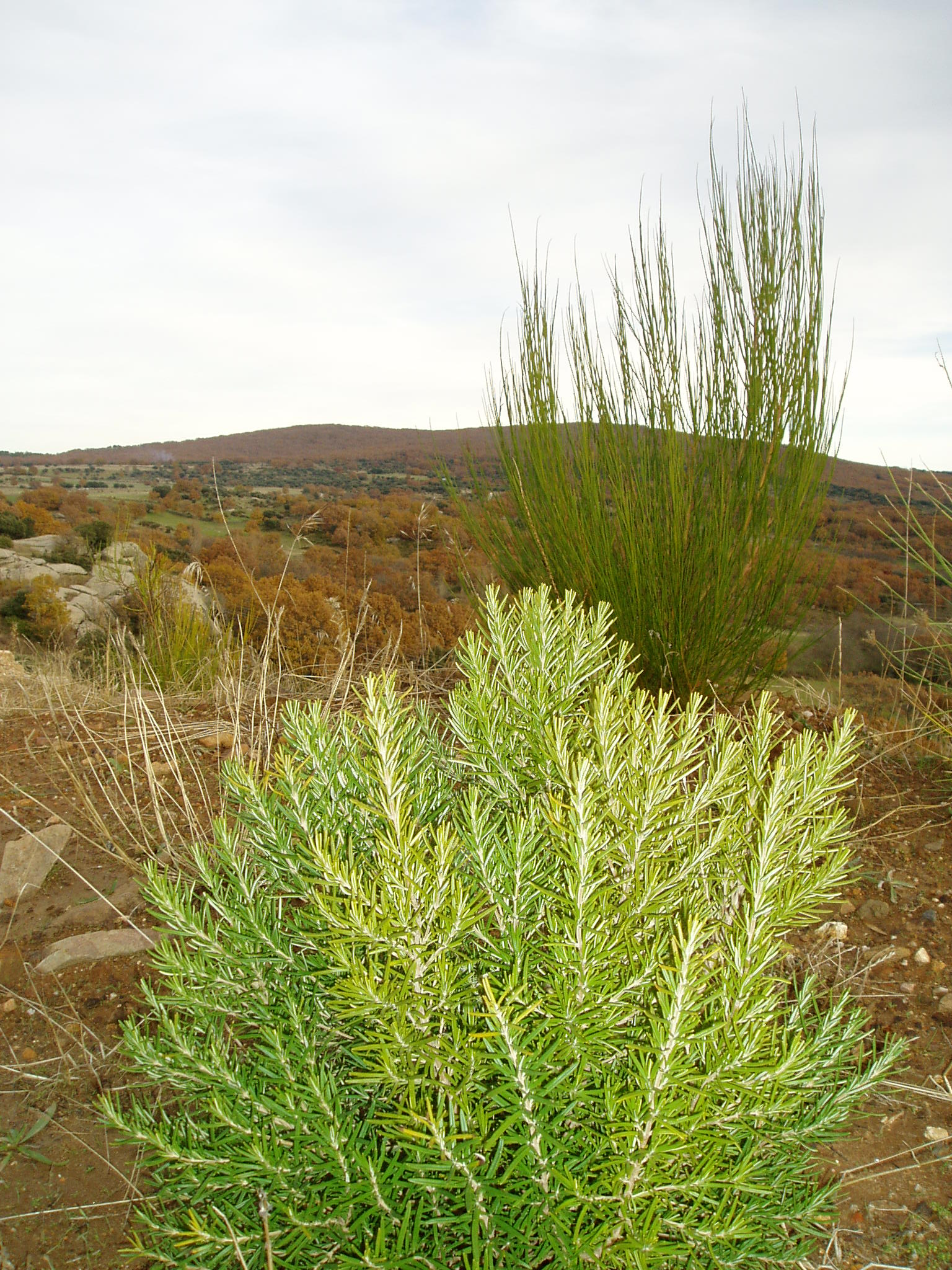
Mina de Los Santos - restauração ambiental
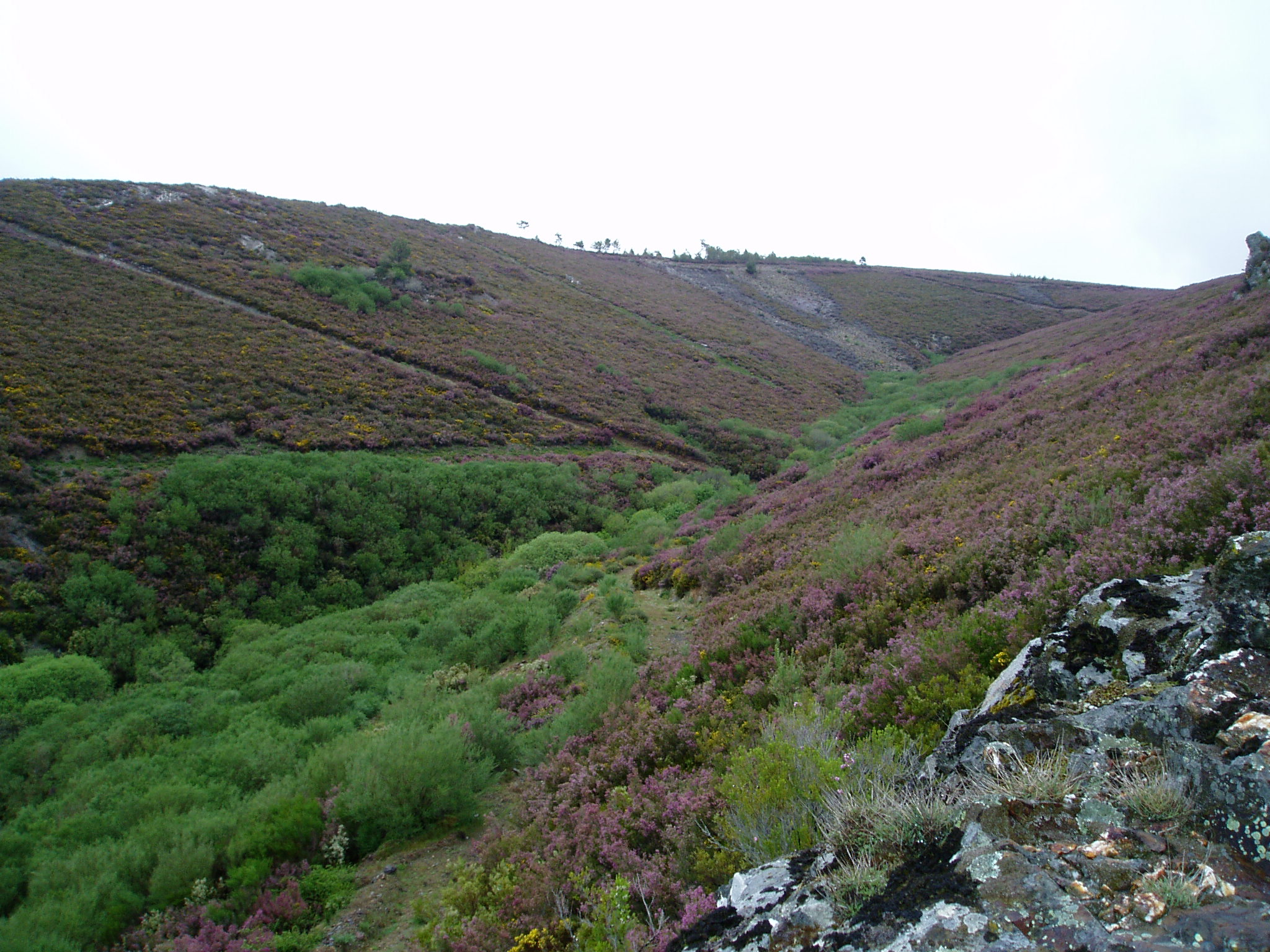
Projeto de Valtreixal aspeto actual
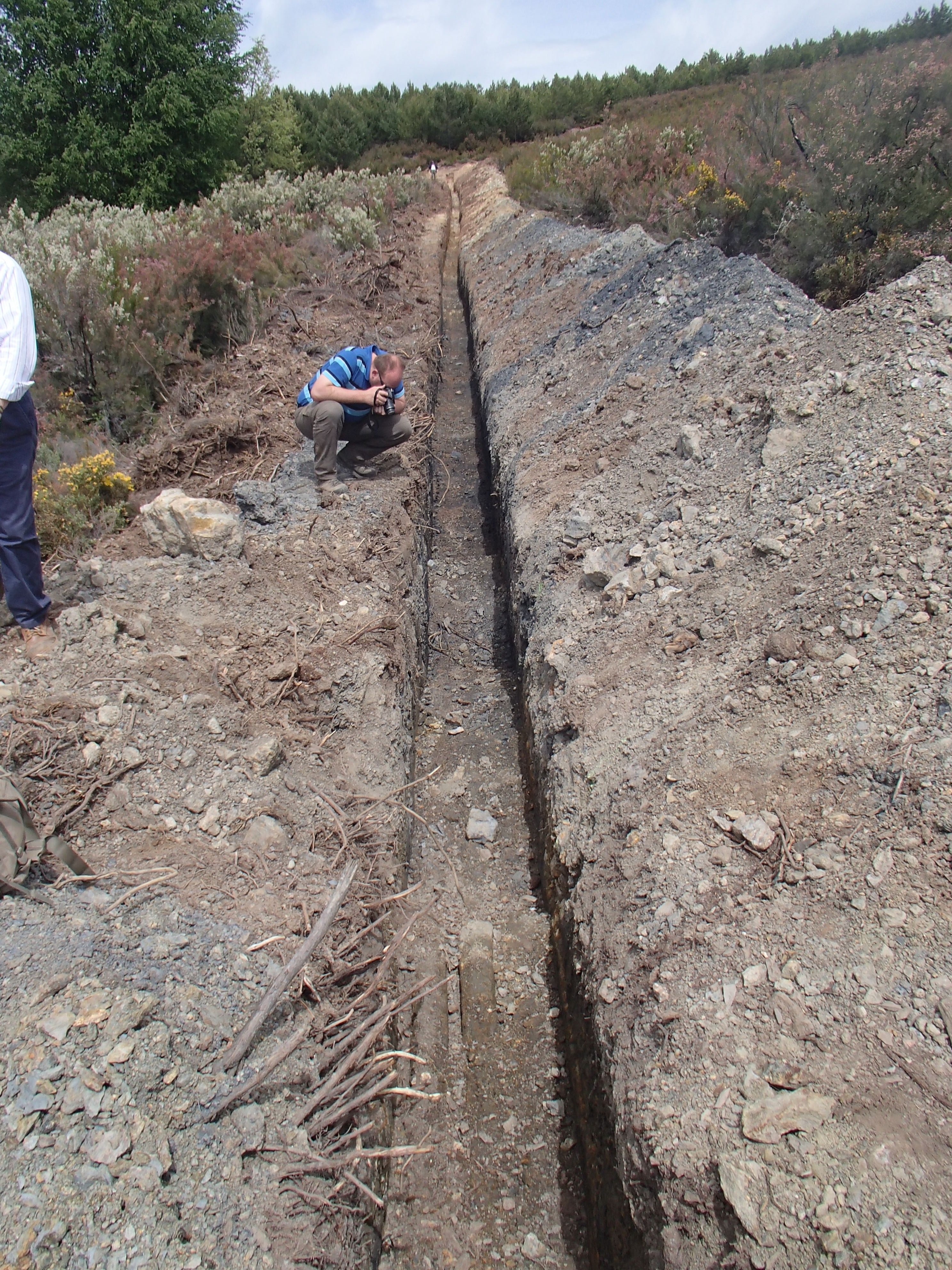
Projeto de Valtreixal project - Trincheira de prospeção
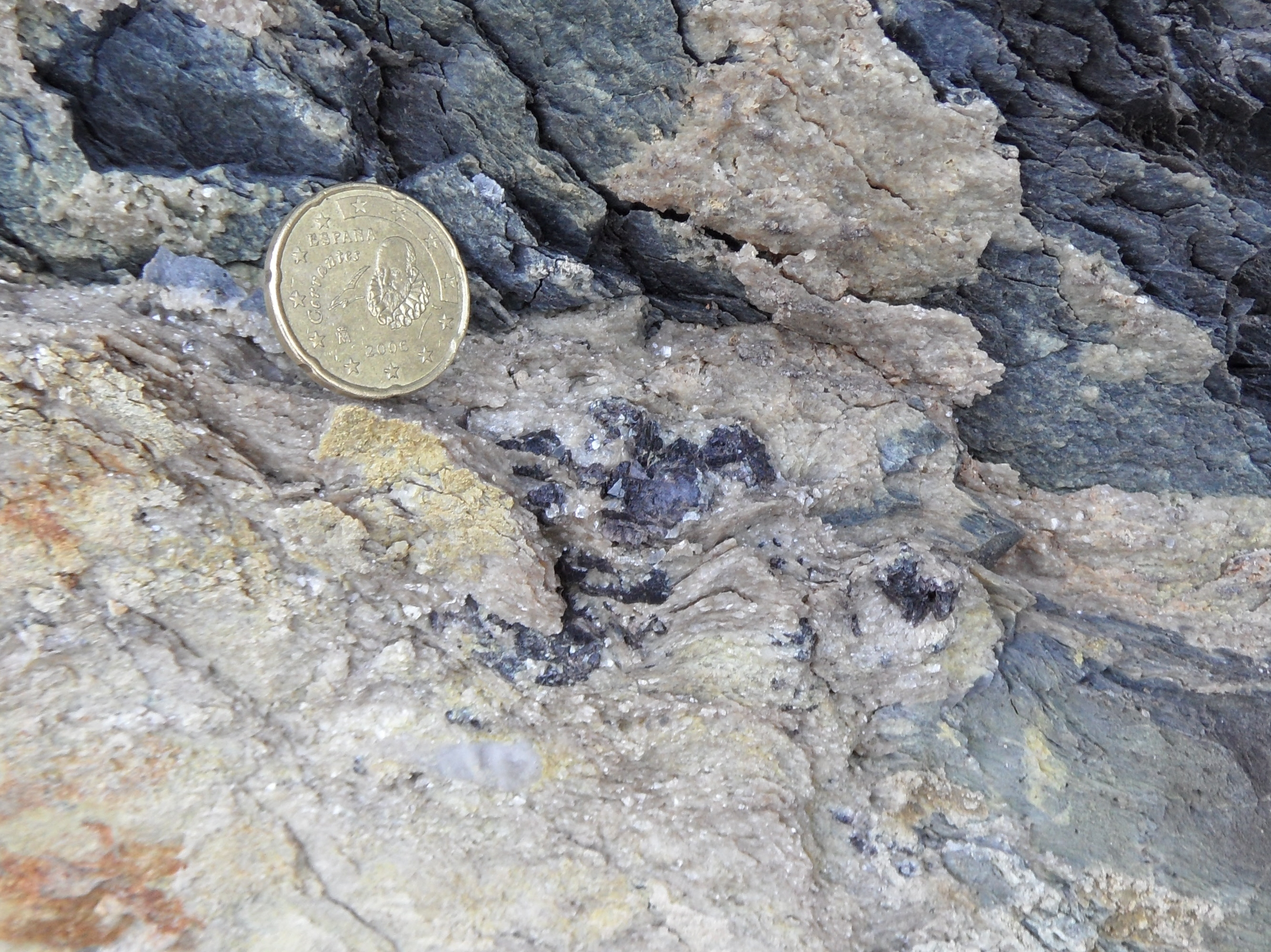
Projeto de Valtreixal -mineralização de cassiterite em filão de quartzo
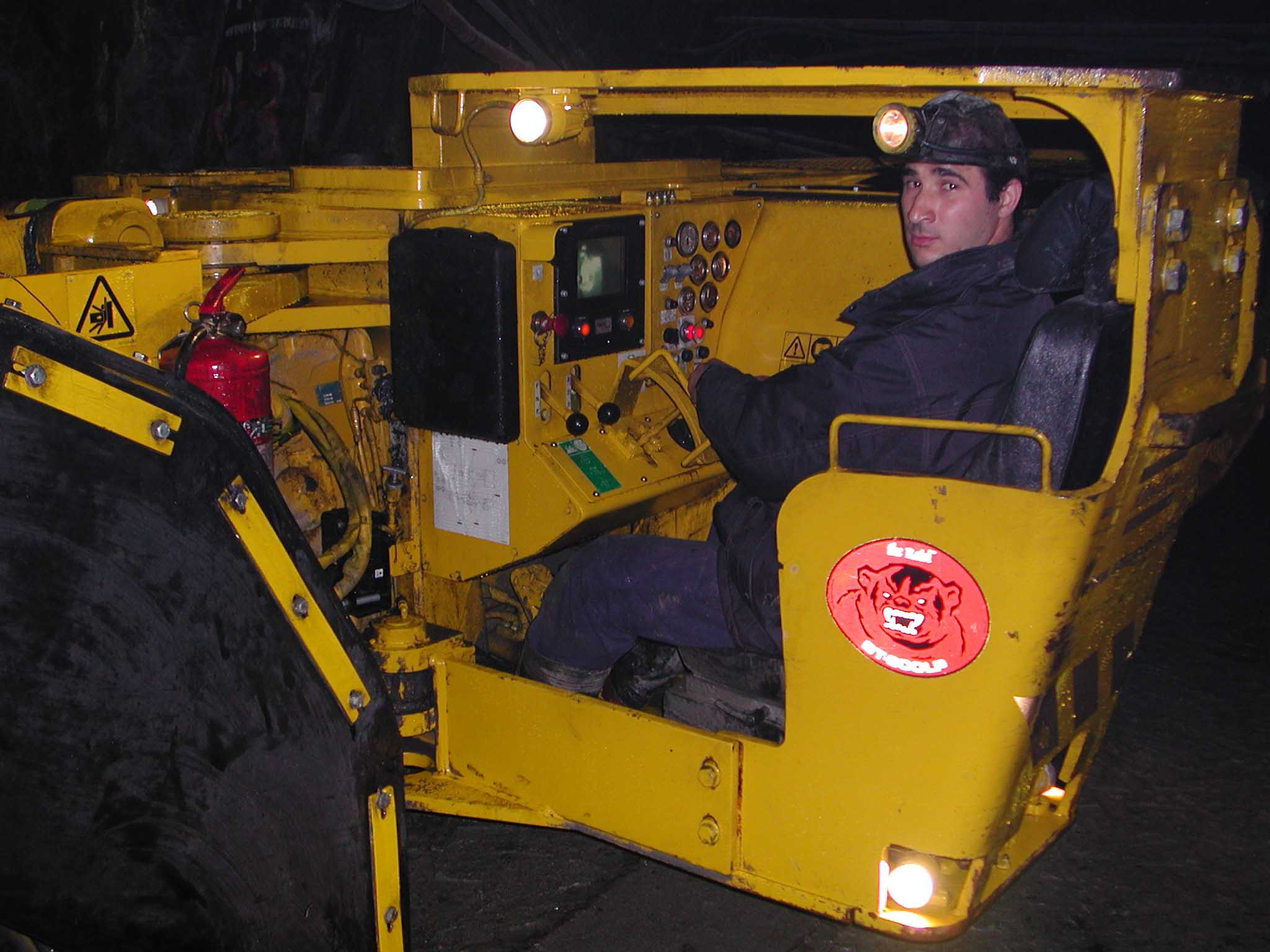
Mina da Panasqueira - pá carregadora de baixo perfil
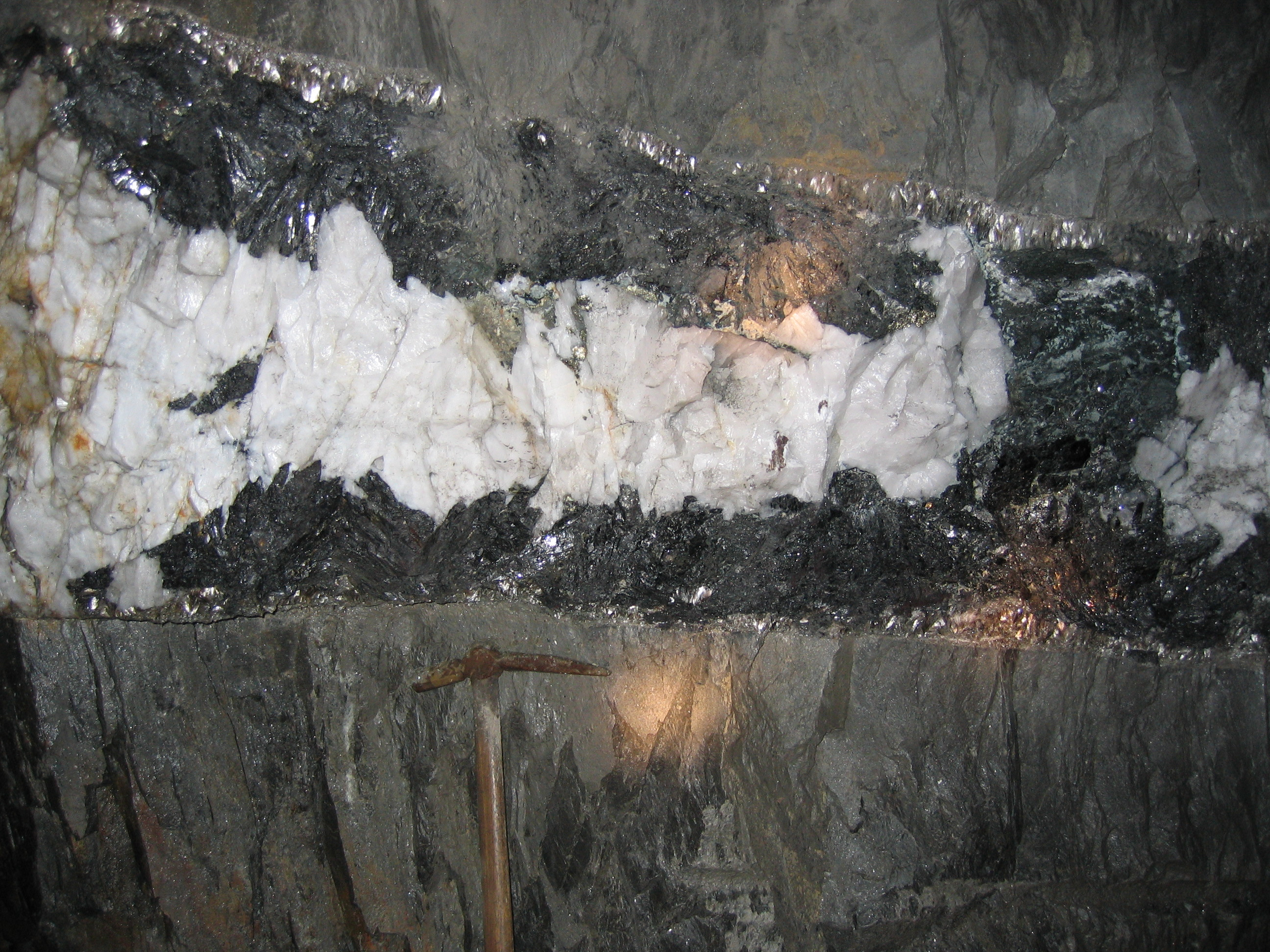
Mina da Panasqueira Mine  - filão - mineralização de volframite
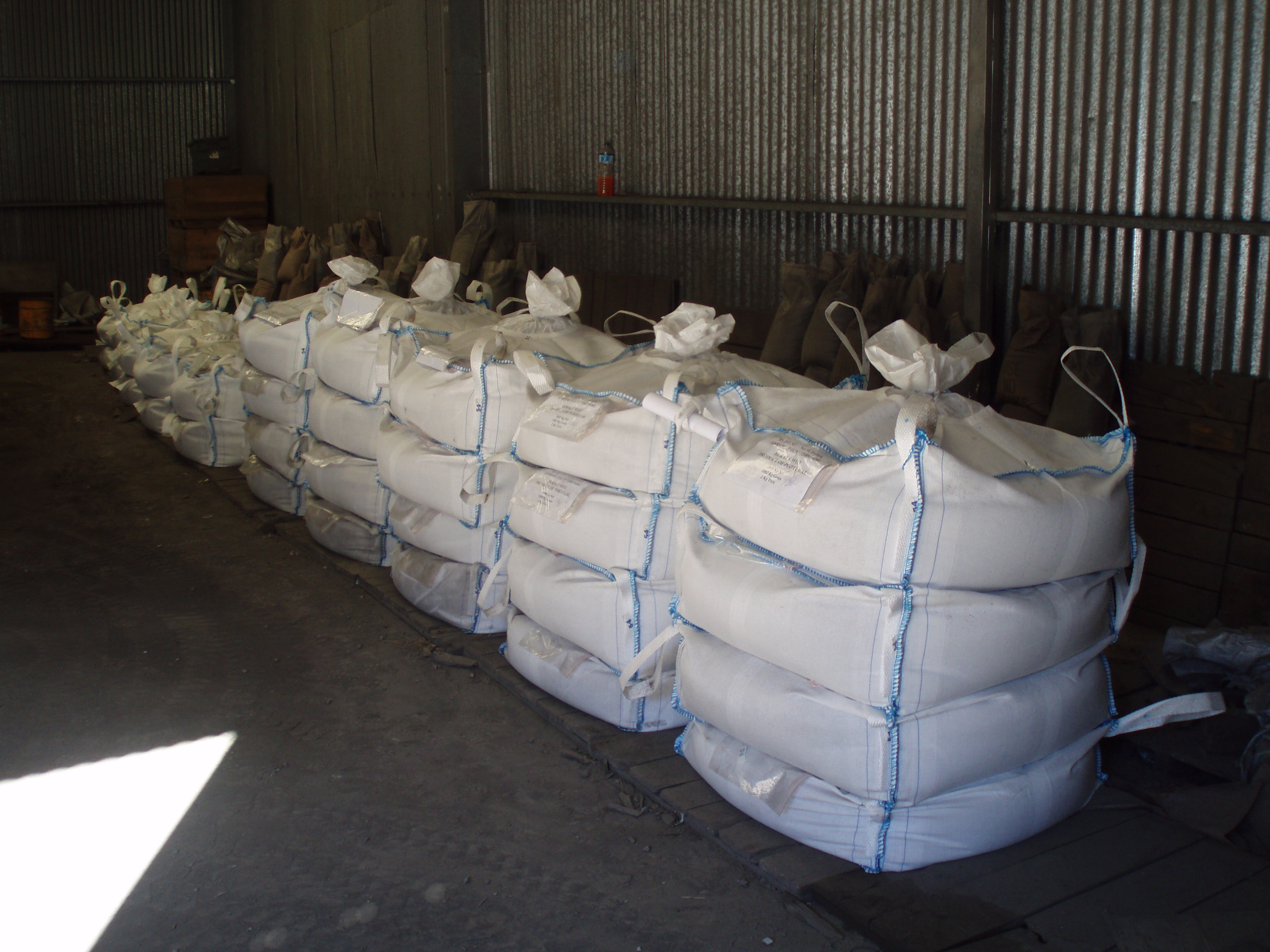
Mina da Panasqueira -concentrados de volfrâmio
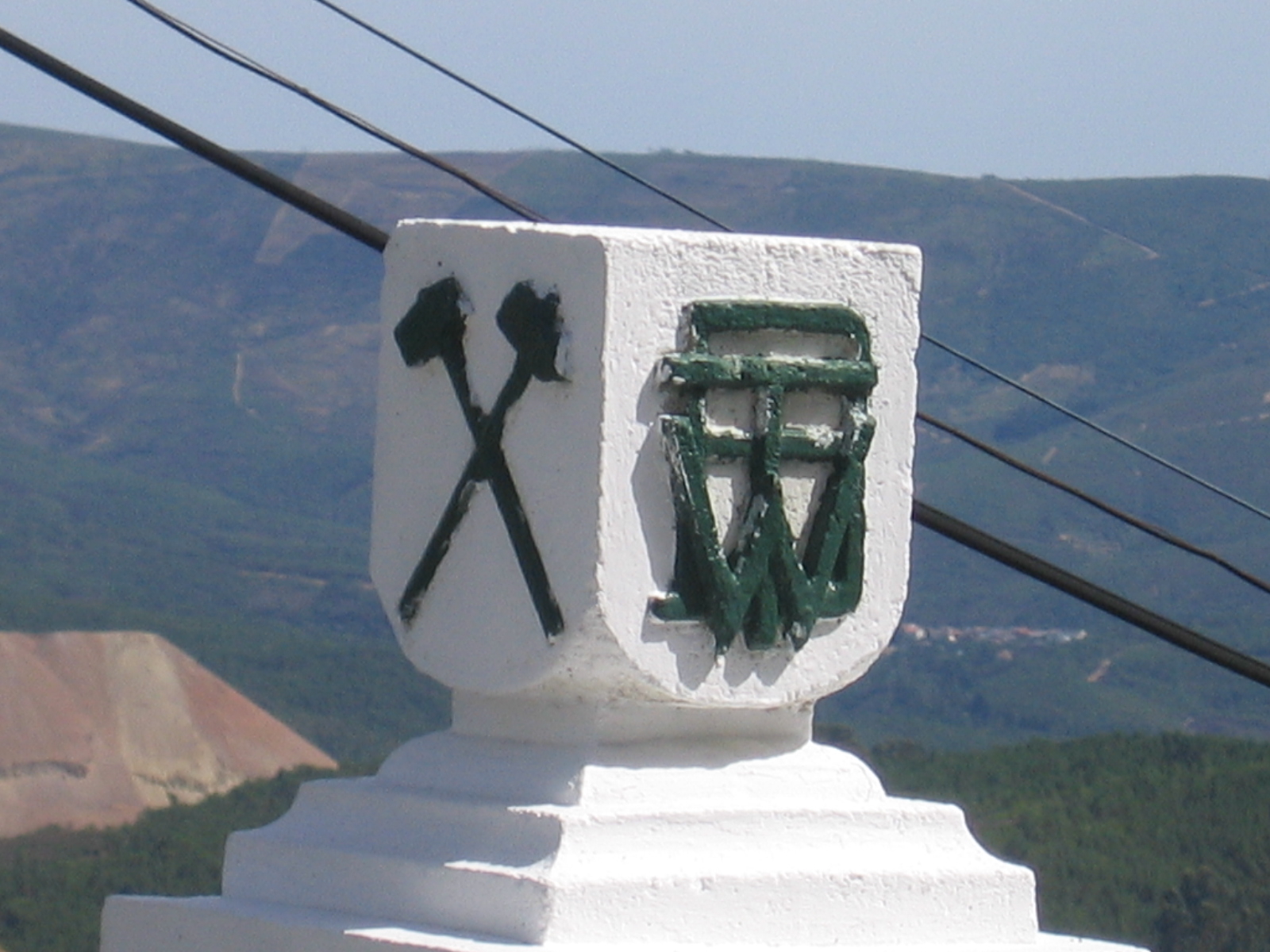
Mina da Panasqueira - simbolo da BTWP
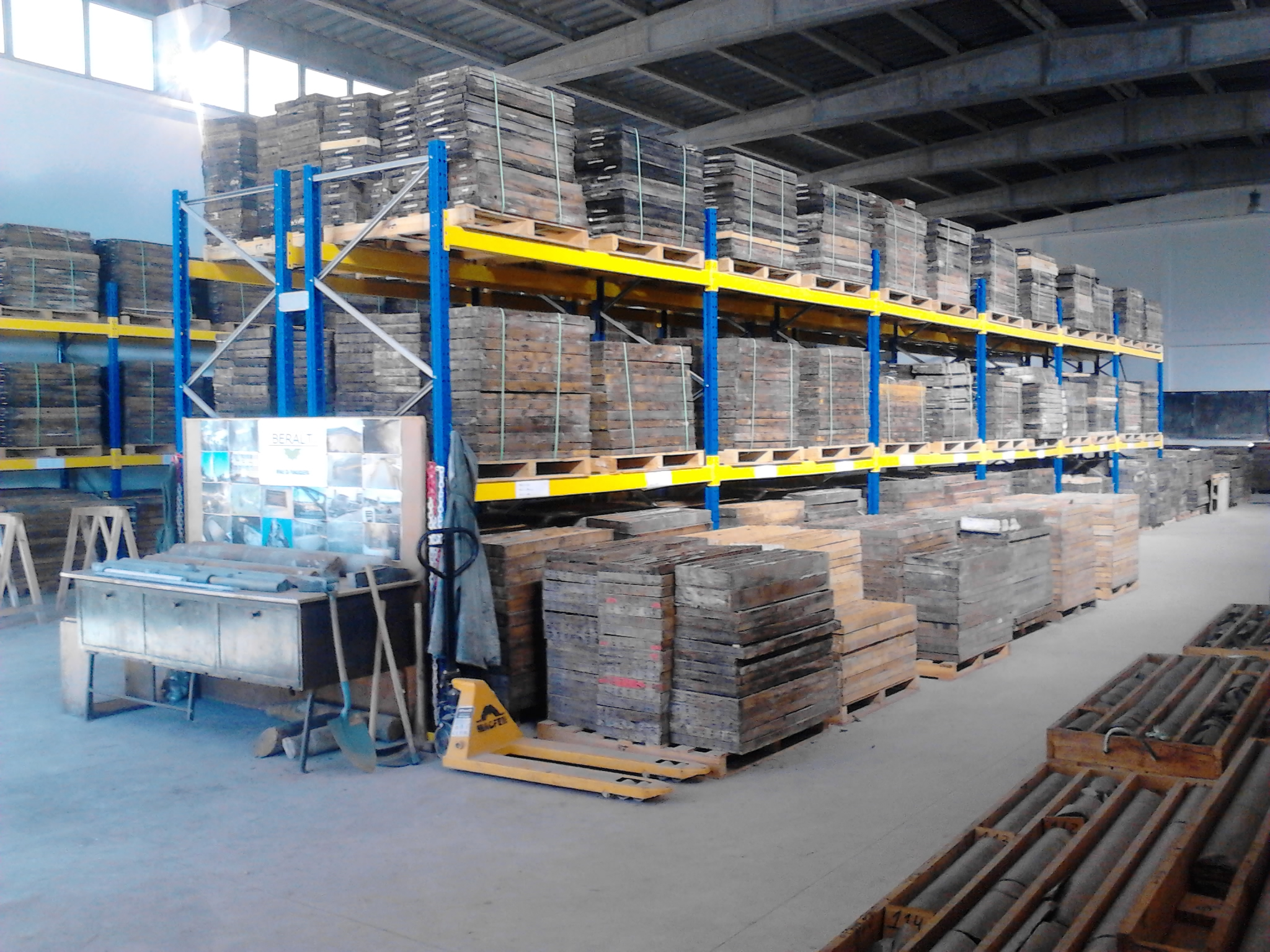
Mina da Panasqueira - zona de armazenagem de carotes de sondagens
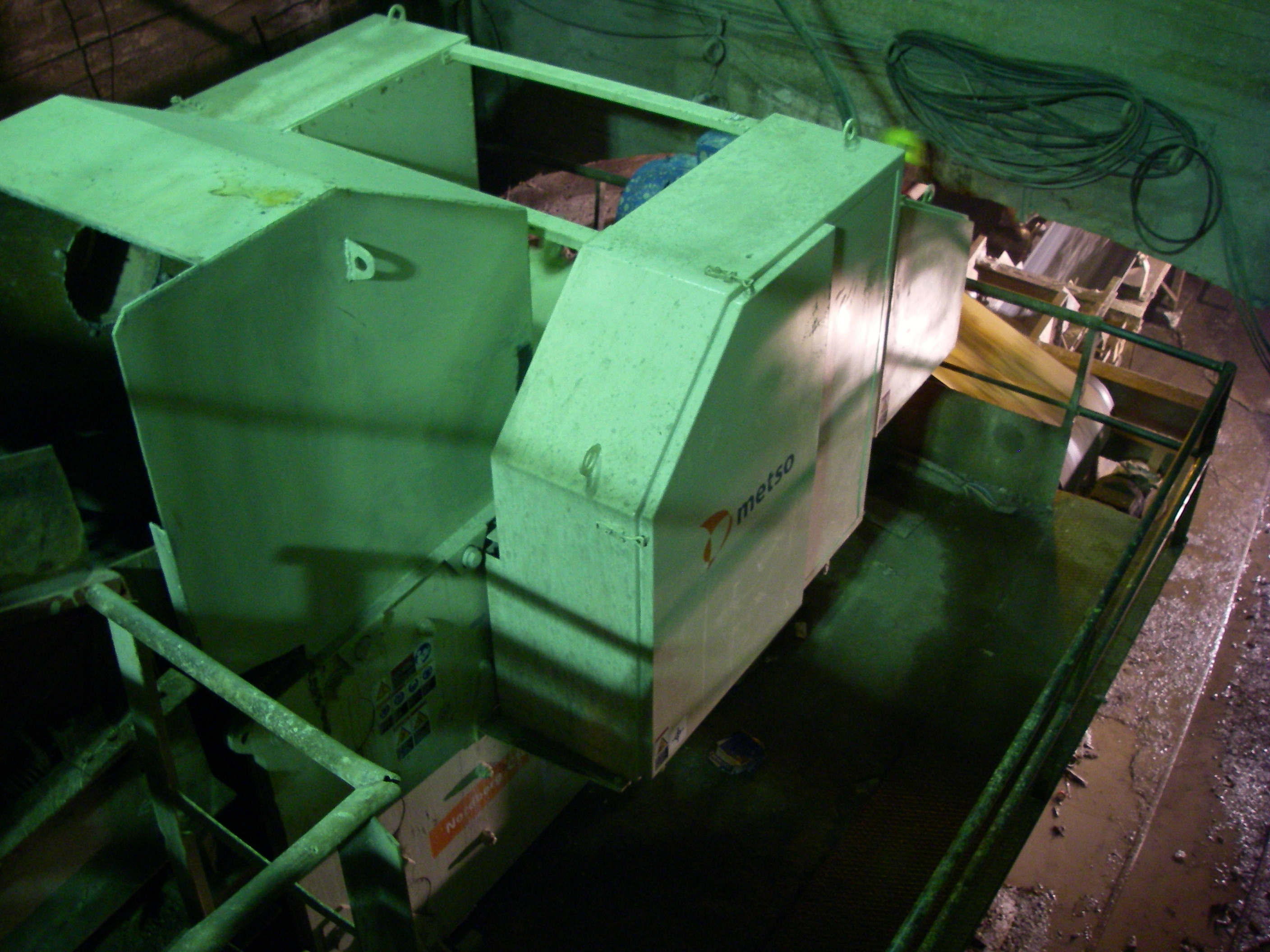
Mina da Panasqueira - câmara de quebragem em subterrâneo
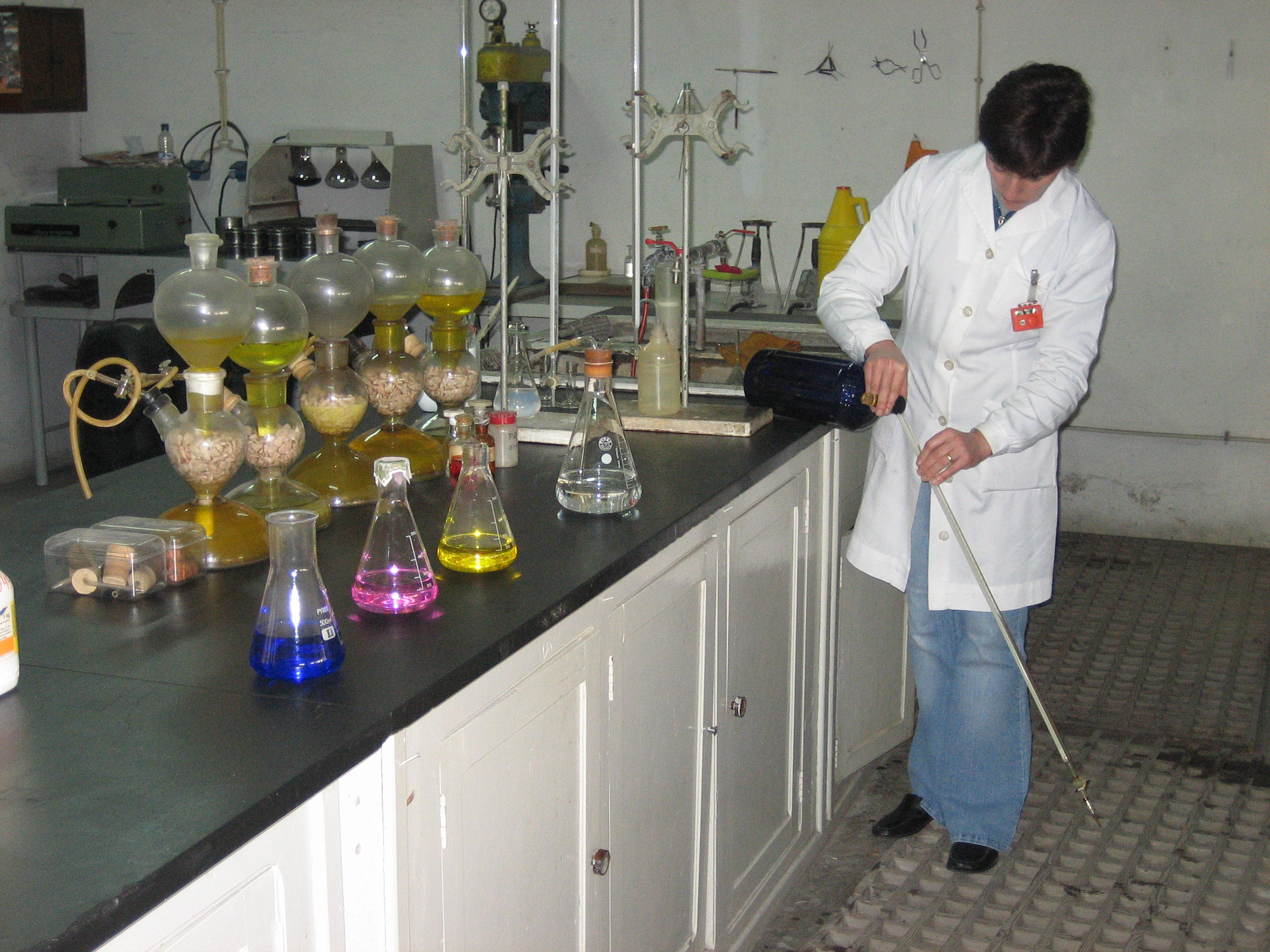
Mina da Panasqueira Panasqueira Mine - Laboratorio
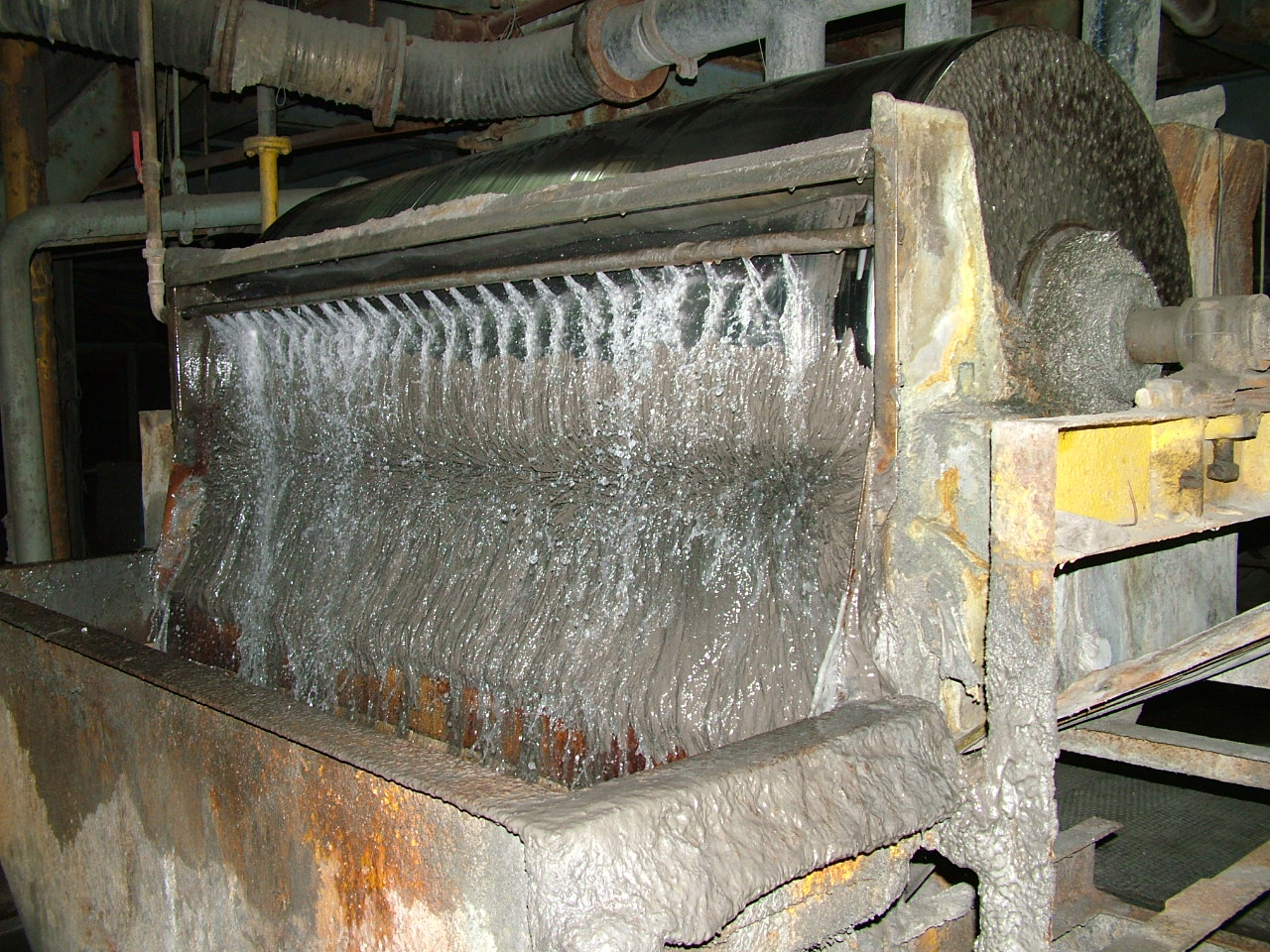
Mina da Panasqueira  - separador magnético para o FeSi
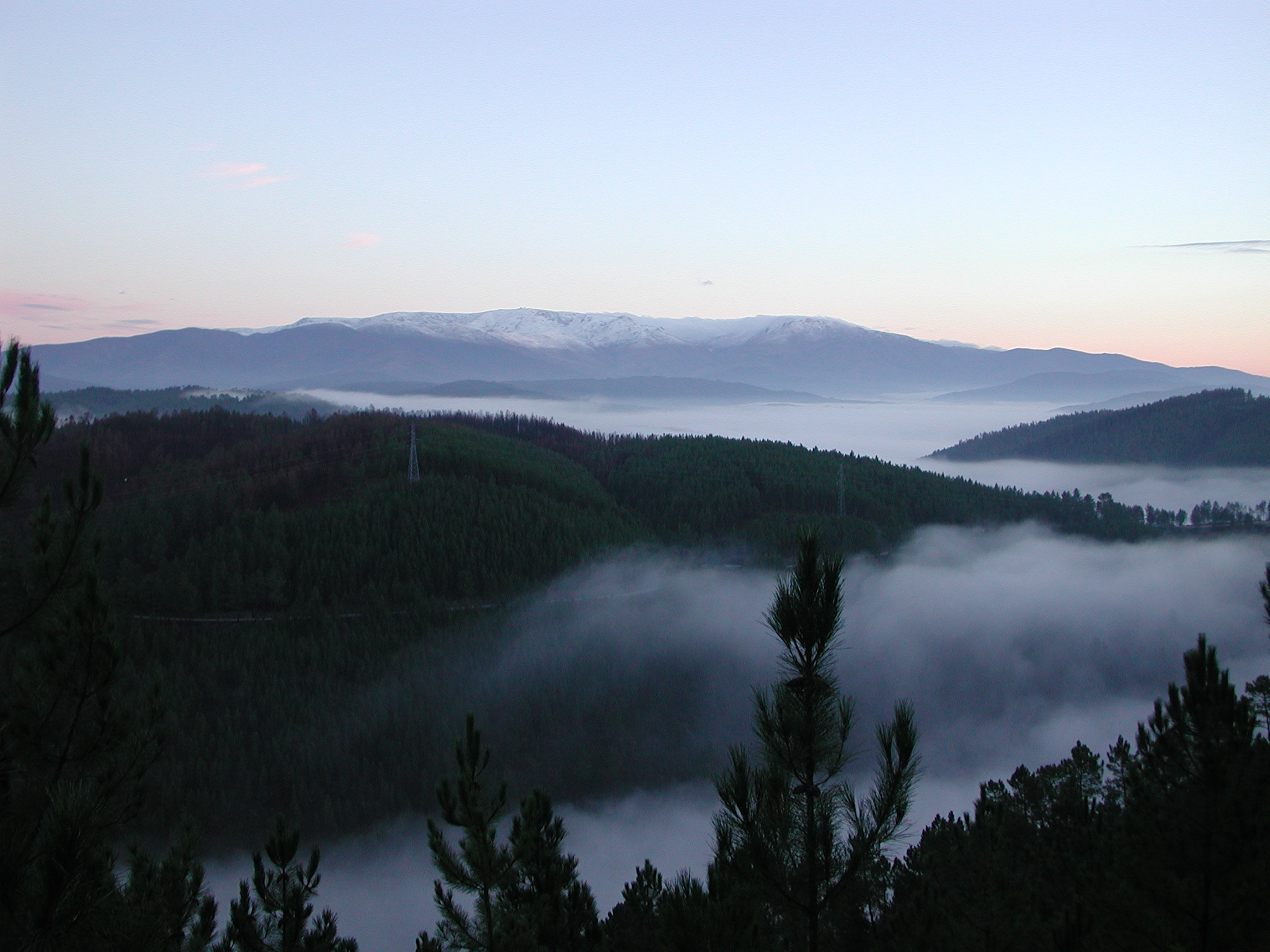
Mina da Panasqueira  -paisagem matinal na direção da Serra da Estrela
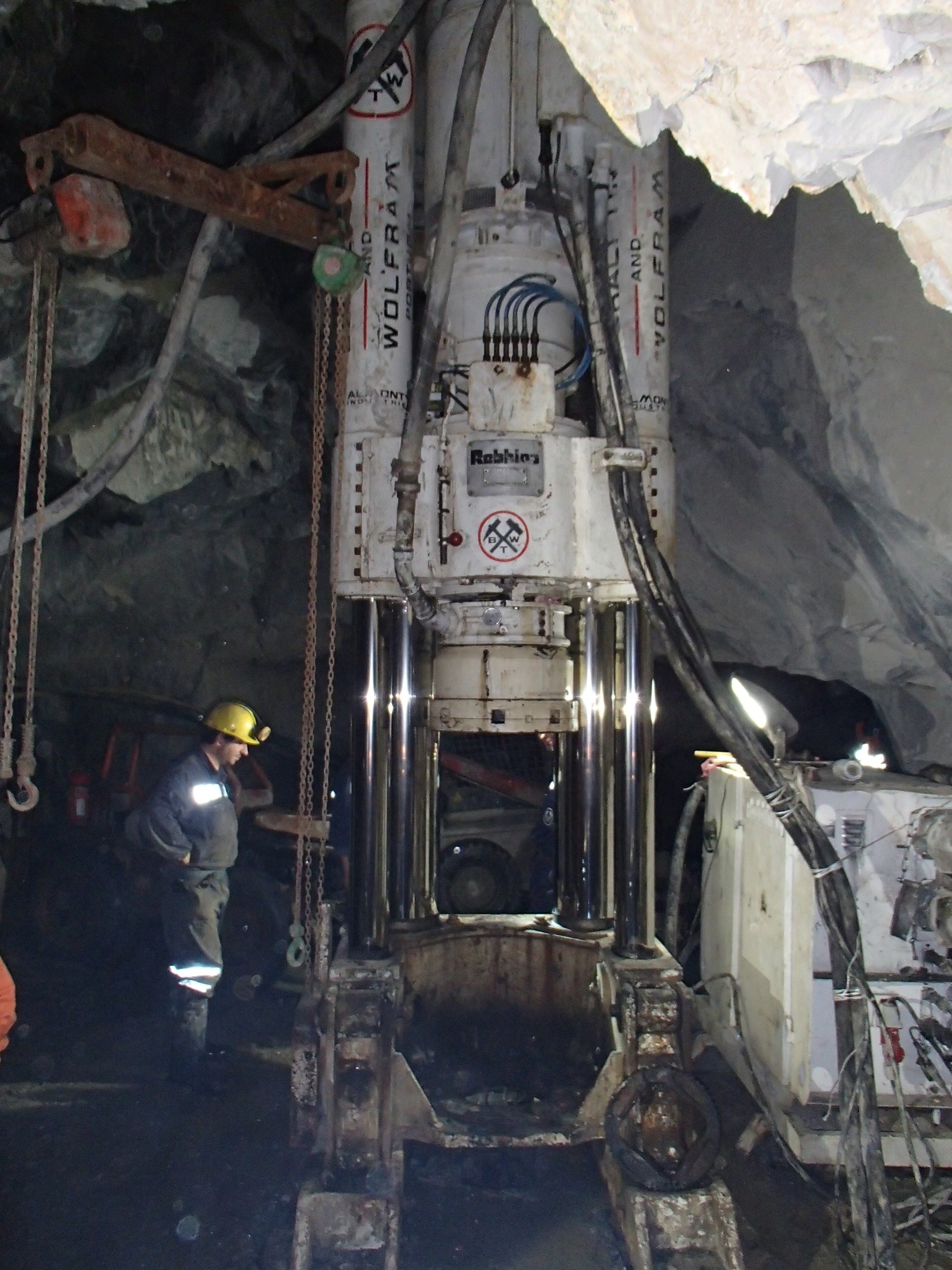
Mina da Panasqueira - Raise boring
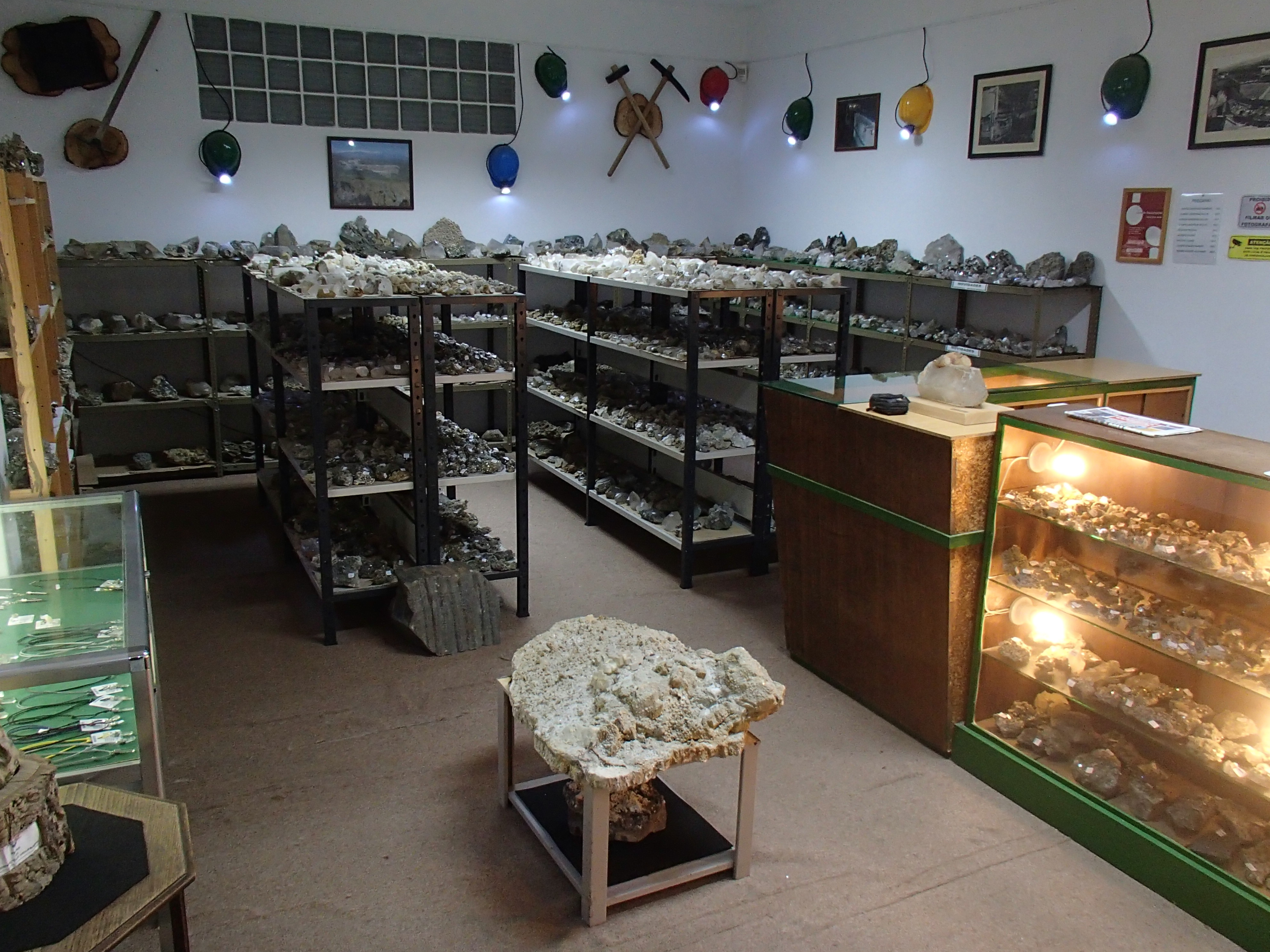
Mina da Panasqueira - loja dos minerais
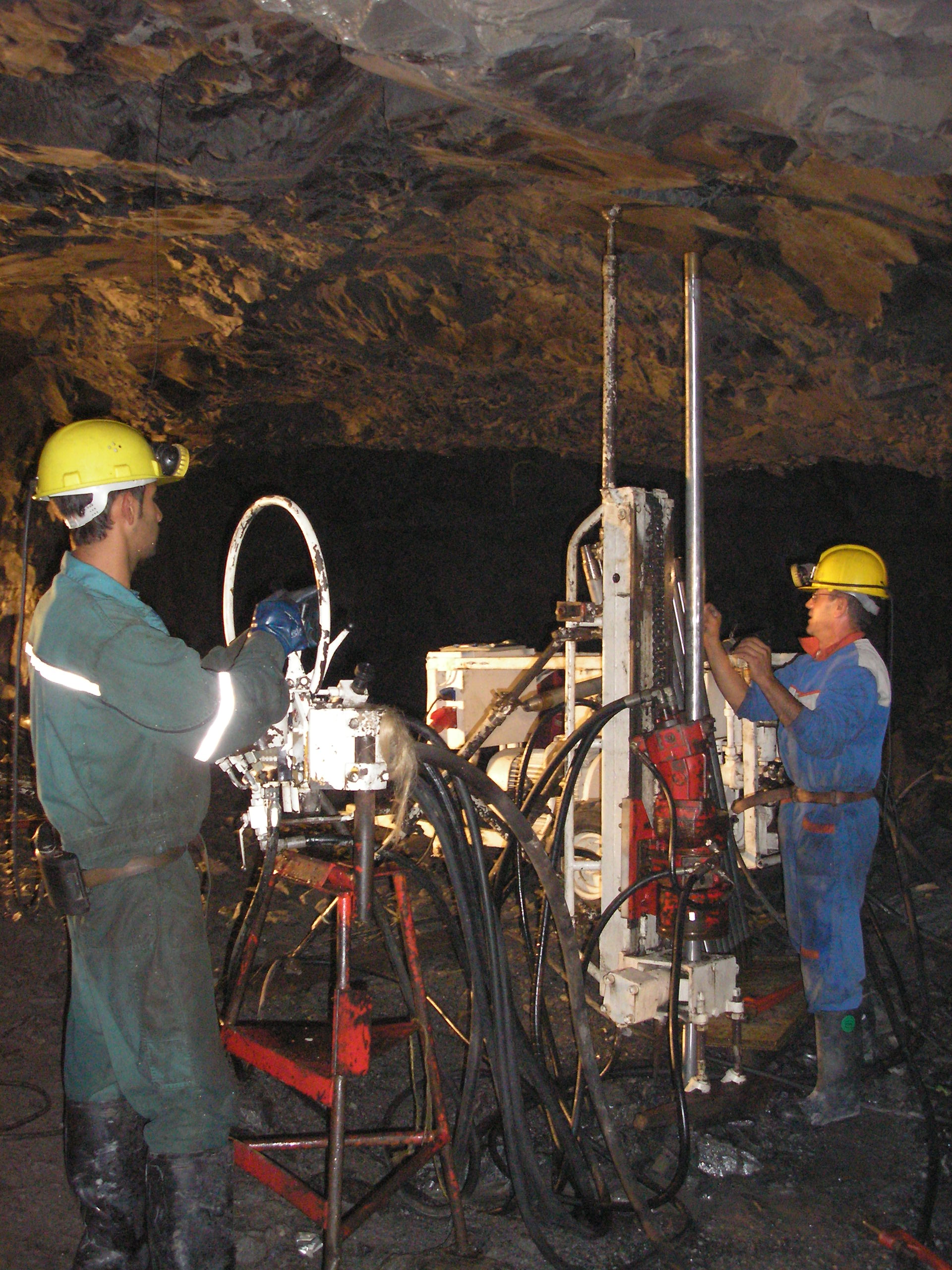
Mina da Panasqueira - sondagens carotadas em subterrâneo
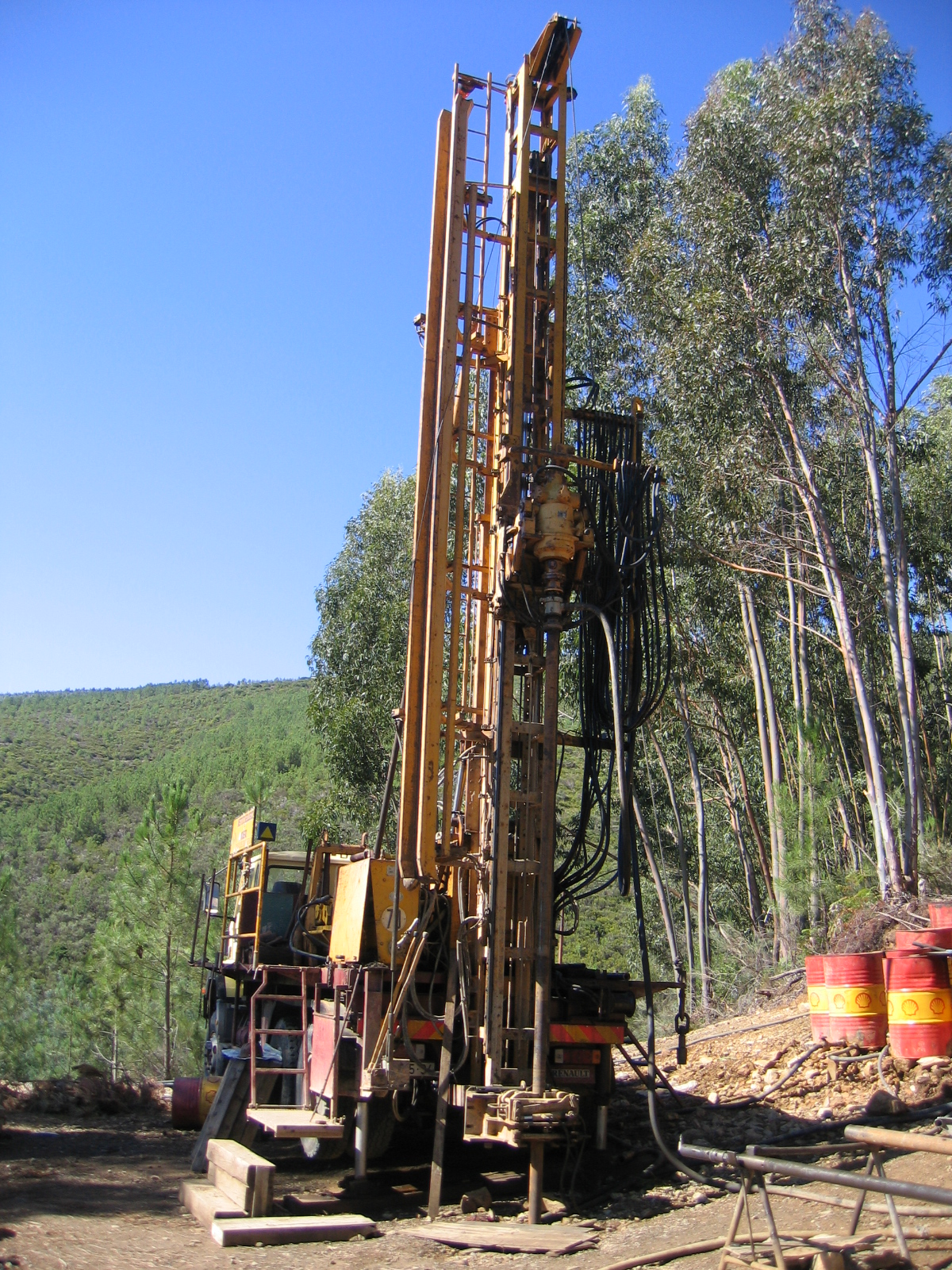
Mina da Panasqueira - sondagens carotadas à superfície
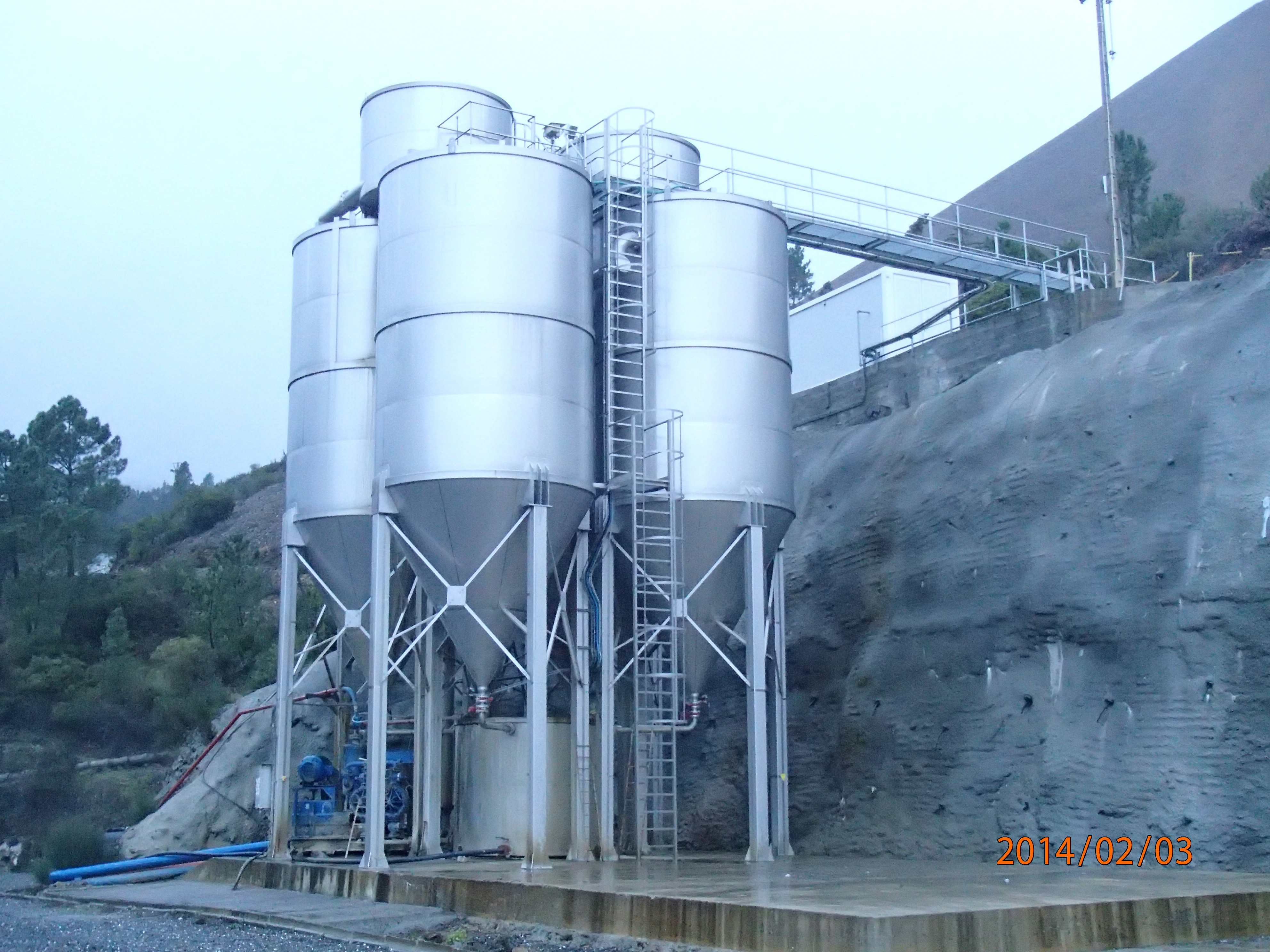
Mina da Panasqueira  - estação de tratamento de água de mina
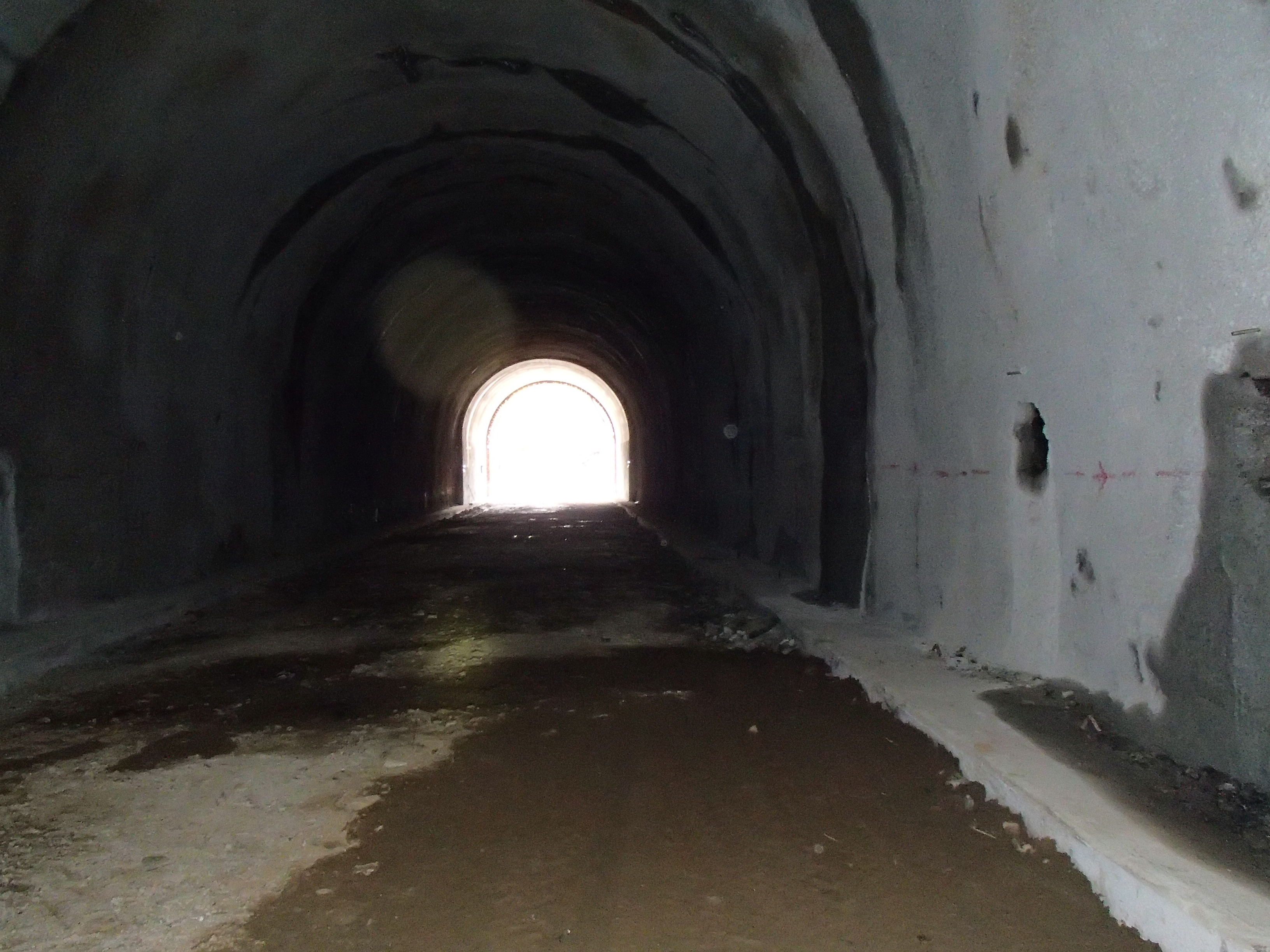
Mina de Sangdong  - boca do Nível de Sangdong
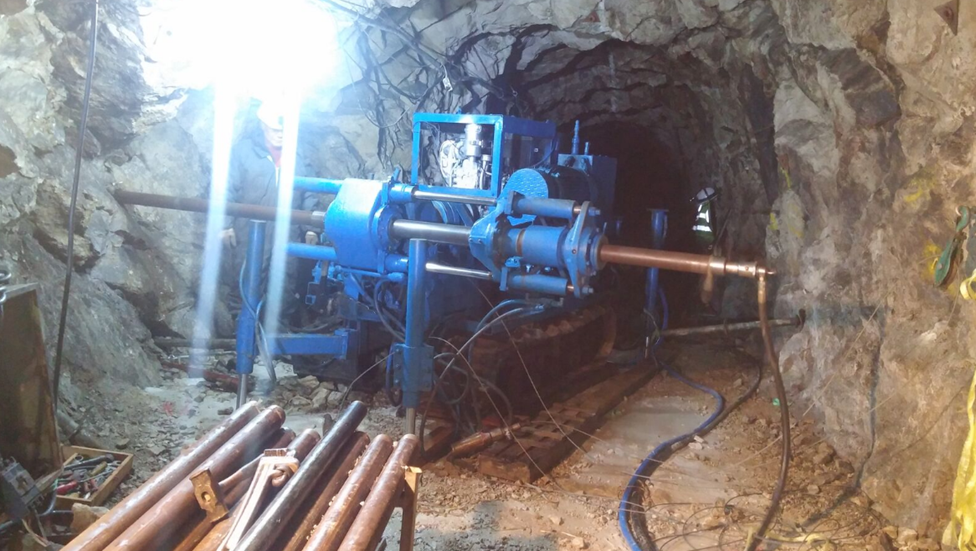
Mina de Sangdong  - sondagens carotadas no Nível-1
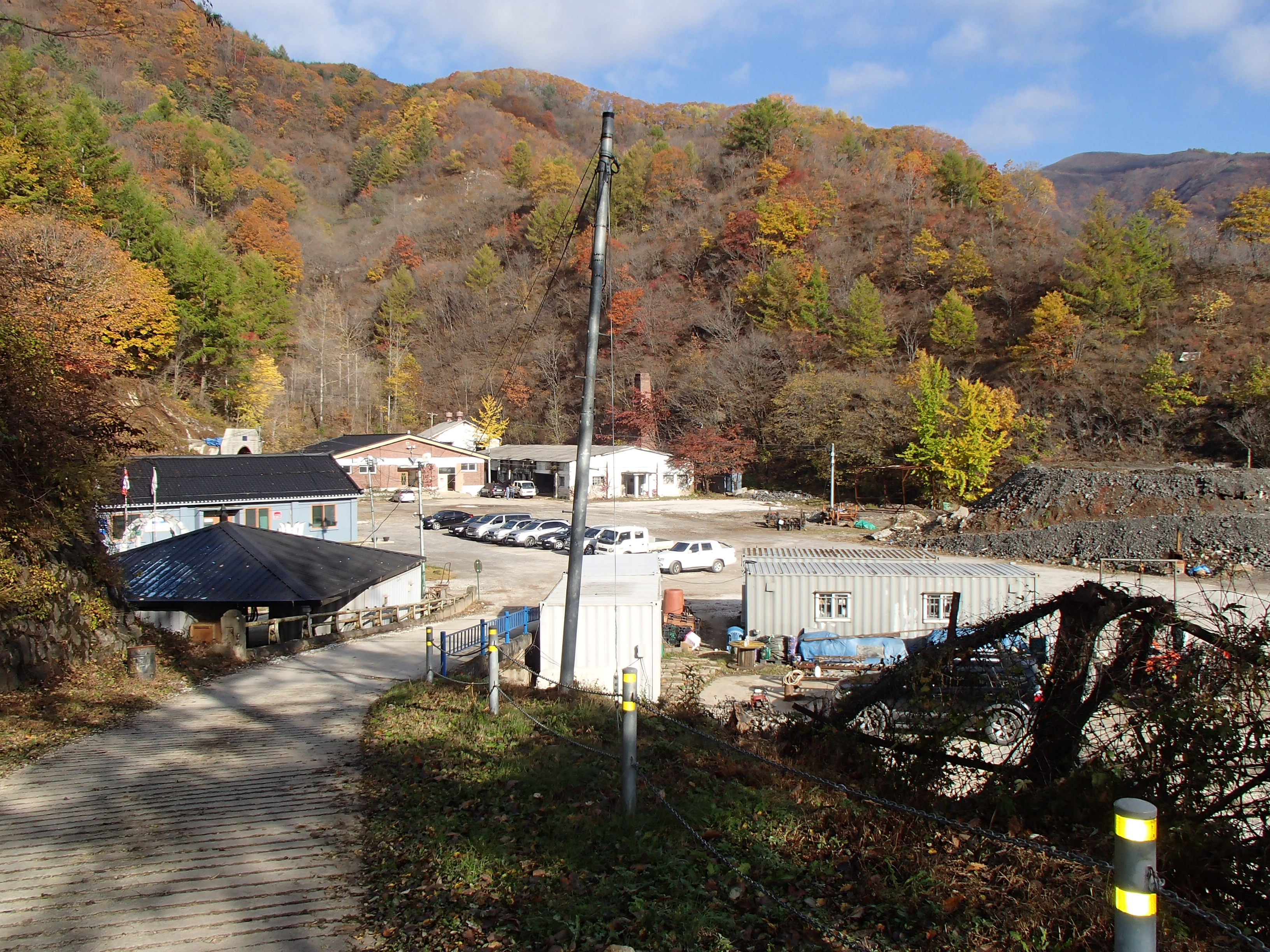
Mina de Sangdong  - Instalações mineiras